# Die Geschichten von Garibaldi

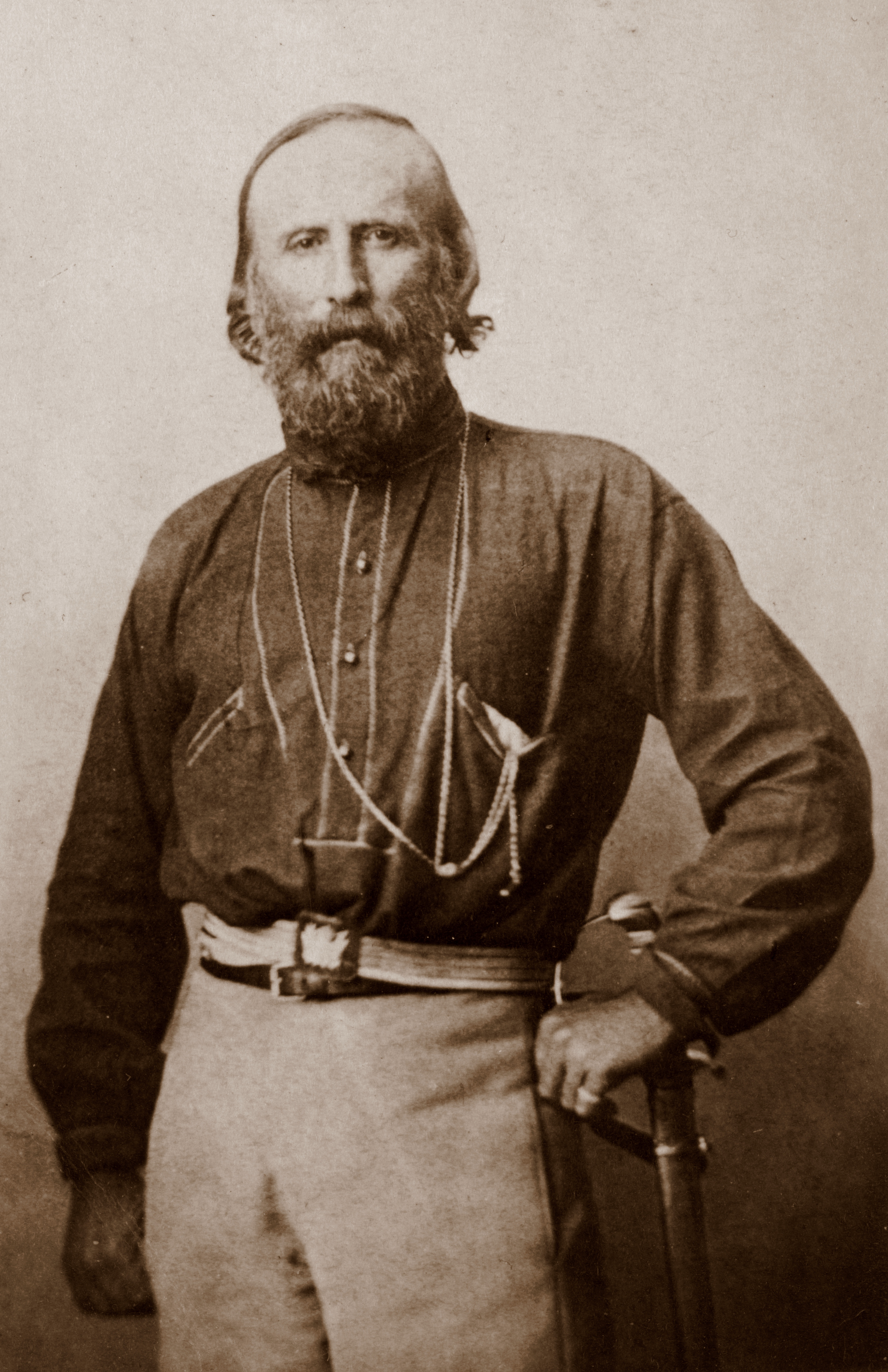
Garibaldi anno 1861 in Neapel (aus dem Fotoalbum der U.S. Army-Offiziere)

Die Geschichten von Garibaldi ist ein zweiteiliger Roman, den Ricarda Huch 1906/1907 in Zürich vollendete und der in denselben Jahren in der Deutschen Verlags-Anstalt Stuttgart erschien. Beabsichtigt war je ein Band über die drei Italienischen Unabhängigkeitskriege. Den dritten Band hat die Autorin nicht geschrieben. Der erste Band war teilweise in den Süddeutschen Monatsheften vorabgedruckt worden. Die Redaktion der Zeitschrift hatte Ricarda Huch das Manuskript des zweiten Bandes wegen fehlenden Leserinteresses zurückgeschickt.
Die Autorin thematisiert Episoden aus der Vorgeschichte zur Lösung der Römischen Frage. Ricarda Huch erinnert an den Kampf der Männer um Garibaldi – im ersten Teil des Romans in den Jahren 1848/49 sowie im zweiten Teil von 1860 bis 1862.

## Erster Teil: Die Verteidigung Roms

### Historie
Erster italienischer Unabhängigkeitskrieg: In Rom fällt am 15. November 1848 im Kampf um die Einheit Italiens Pellegrino Rossi, der Premierminister des Kirchenstaates, einem Attentat der Aufständischen zum Opfer. Darauf flieht Pius IX. am 24. November auf Anraten Antonellis nach Gaeta.
1846 – zu Beginn seines Pontifikats – hatte der Papst „alle politischen Verbrecher“, also auch die Republikaner, amnestiert. Garibaldi konnte somit aus dem südamerikanischen Exil zurückkehren.
Am 9. Februar 1849 ruft Mazzini die Römische Republik aus. Der Papst ersucht die Franzosen um Waffenhilfe. Bereits fünf Monate darauf wird der Republik von einem Expeditionskorps unter General Oudinot der Garaus gemacht. Anfang 1850 zieht Pius IX. als Herrscher in sein Rom ein. Antonelli kennt keine Gnade. Er lässt die Republikaner im Kirchenstaat unerbittlich polizeilich verfolgen.

### Inhalt

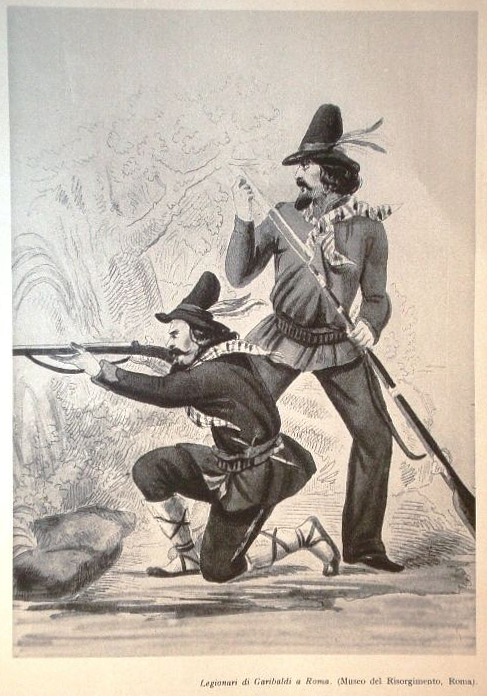
1849 – die Verteidigung Roms

Feinde haben die Söhne der Wölfin – das ist die zirka dreißigköpfige Speerspitze der italienischen Republikaner in Rom – genug. Zwei dieser Feinde sind der „treulose“ Savoyer Karl Albert und der „heuchlerische Vaterlandsverräter“ Pius IX. Letzterer erklärt im April 1848 schriftlich, ein Krieg gegen Österreich käme nicht in Frage.
Jedenfalls rätselt der Fabrikbesitzer Matteo Barba, das Haupt jener Söhne der Wölfin, zusammen mit seinen Verschworenen, ob dem bewundernswerten Garibaldi zu trauen sei. Immerhin hat der berühmte Soldatenführer nach seiner Rückkunft aus Übersee zunächst Pius IX. und dann auch noch Karl Albert seine Dienste angeboten. Ein kleiner Kutscher, der sich in der Gesellschaft Söhne der Wölfin Numa Pompilius nennt, macht sich in der Runde der Dreißig zum Fürsprecher des gestandenen Republikaners Garibaldi.
Nachdem der Papst seine Residenz verlassen und Schutz beim König von Neapel gefunden hat, geht Garibaldi nicht wie beabsichtigt nach Venedig, sondern begibt sich geradewegs nach Rom. Begleitet wird er von zwei Kriegsgefährten aus Amerika – dem Genuesen Luigi Montaldi und seinem Leibwächter, dem Mohren Aghiar. Garibaldi war um 1825 als armer Schiffsjunge aus Nizza das erste Mal in Rom gewesen.
Als sich Garibaldi in Rom den neuen Inhabern der Macht vorstellt, merkt er, dass er gar nicht überall willkommen ist. Vor allem Terenz Mamiani, der „einen verfassungsmäßigen, aufgeklärten Kirchenstaat“ will, lässt den angereisten „Rebellen“ das spüren. Garibaldi will die „unumschränkte Gewalt... wie die Römer in Zeiten äußerster Gefahr einen Diktator ernannt hätten...“. Damit kommt er nicht durch. Die Gemäßigten schieben ihn als Oberstleutnant an die Adria nach Macerata und darauf nach Rieti ab. Unter den Garibaldinern tut sich der junge, „muskelstarke“ Leutnant Nino Bixio hervor. Der siebenundvierzigjährige Barnabitenpater Ugo Bassi aus Bologna schließt sich Garibaldis Freischar an.
Der Römischen Republik vom Februar 1849 stehen die Triumvirn Carlo Armellini, Giuseppe Mazzini und Aurelio Saffi vor. Giuseppe Galletti wird Präsident der Konstituierenden Versammlung.
Im März 1849 wird das piemontesische Heer in der Schlacht bei Novara von den Österreichern geschlagen. Wen soll der Papst gegen die Römische Republik ins Land rufen? Die Österreicher nicht, weil sie sich in Oberitalien breitmachen. Die Spanier erscheinen für so einen militärischen Kraftakt als nicht stark genug. Also bleiben nur die Franzosen übrig. Napoleon Bonaparte, Präsident der französischen Republik, soll zwar in seiner Jugend Carbonaro gewesen sein, doch er reagiert auf den päpstlichen Hilferuf trotzdem mit dem oben genannten Expeditionskorps unter Oudinot. Auf einmal hat es Mazzini eilig. Der ungeliebte Garibaldi wird aus der Provinz nach Rom befohlen. Kriegsminister Giuseppe Avezzana will die Triumvirn und ihre republikanische Gefolgschaft von den militärischen Führungsqualitäten Garibaldis überzeugen. Pisacane ist da ganz anderer Meinung. Mazzini findet einen Kompromiss. Garibaldi wird zwar zum General der römischen Verteidigungstruppe befördert, doch sein unmittelbarer Vorgesetzter wird Obergeneral Roselli.
Am 30. April 1849 beaugenscheinigt General Garibaldi das Anrücken der Franzosen vom Turm der Villa Corsini aus. Ricarda Huch schreibt: „Er wußte und sah als geübter Feldherr, wie überlegen diese Truppen den seinigen waren, nicht nur durch die Zahl: sie waren erfahren, ausdauernd und tapfer...“ Die Franzosen greifen die Villa an. Montaldi wird umringt. Sein Säbel zerbricht bei der Abwehr der Übermacht. Montaldi fällt. Der Feind wird – auch dank des beherzten Vorpreschens der Bersaglieri unter Manara sowie der Reiterei unter Angelo Masina – zurückgeschlagen und flüchtet. Auf Befehl des Triumvirats darf Garibaldi die Franzosen nicht verfolgen und vernichten – die größte Fehlentscheidung der republikanischen Regierung, wie sich herausstellen wird. Mazzini und Armellini glauben, ihre neue Republik könne überleben, wenn sie sich mit Frankreich anfreunde. Der tapfere Montaldi wird beerdigt. Zuvor zählt Garibaldis Leibarzt Ripari an dem teuren Toten neunzehn Wunden. Manaras Bersaglieri bewähren sich auch Mitte Mai 1849 bei der Bekämpfung der Bourbonen in Velletri. In der Schlacht stürzt Garibaldi und zieht sich, unter seinem Pferde liegend, Quetschungen zu. Ende Mai geht es wieder gegen die Franzosen in Rom. Masina und weitere Offiziere Garibaldis fallen am 3. Juni bei Gegenangriffen beziehungsweise werden verwundet. Nino Bixio wird schwer verwundet. Nicht alle Soldaten der Freischar erscheinen als Helden. Als Garibaldi am 9. Juni 1849 eine nächtliche Erkundung in Richtung der französischen Vorposten anführt, flüchten die „besinnungslosen“ Feiglinge ohne jede Feindberührung. Am 13. Juni geht das Triumvirat auf die französische Forderung zur Übergabe Roms nicht ein. Das Bombardement beginnt. Täglich fallen knapp siebzig italienische Kämpfer. Oudinot bombt die Römische Republik in Grund und Boden. Wenn eine Bombe einschlägt, werfen sich die Soldaten blitzschnell hin. Garibaldi bleibt ruhig stehen, weil er meint, es treffe Liegende wie Stehende. Garibaldi sieht nur einen Ausweg – den rechtzeitigen Rückzug der Freischar aus Rom. Der Kampf könnte an anderer Stelle – zum Beispiel in den Bergen – fortgeführt werden. Die Triumvirn sind gegen vaterlandsloses Vagabundieren und fordern den Gegenangriff. Garibaldi sieht sich dazu außerstande. Am 3. Juni hatte er die Hälfte seiner fähigsten Leute verloren. Mazzini ist empört: „Verflucht das Volk, das nicht für sein Vaterland sterben kann!“ In der Nacht zum 22. Juni müssen die römischen Truppen ihre vorderste Verteidigungslinie räumen.
Garibaldis schwangere Frau Anita reist in Rom an. Am 26. Juni schlägt Pietro Sterbini den Triumvirn vergeblich vor, Garibaldi als Diktator auszurufen. Auch der Rückzug in die Berge kommt nicht in Frage. Die Republikaner möchten keinesfalls mit Räubern verwechselt werden. Am Vormittag des 27. Juni fallen dreihundert Kämpfer durch Tod oder Verwundung aus. Das Gerücht von der bevorstehenden Diktatur Garibaldis verursacht Unruhen in der Bevölkerung. Die große Kanonade beginnt. Als das Gerücht umgeht, Garibaldi sei durch Roselli ersetzt, verlassen einige Soldaten ihre Stellung. Bei einem Angriff der Franzosen fallen die Söhne der Wölfin Matteo Barba und Numa Pompilius. Am 29. Juni bereiten Garibaldis Soldaten ihren Rückzug aus Rom vor. Manara stirbt nach einem Schuss in den Leib. Der Feind dringt unaufhaltsam vor. Der Barrikadenkampf ist aussichtslos. Das Triumvirat dankt ab. Der Gemeinderat von Rom verhandelt mit den Franzosen, die Übergabe der Stadt betreffend. Am 1. Juli 1849 ziehen die Sieger in Rom ein. Die Versammlung der gestürzten Republik löst sich auf. Ripari muss für sieben Jahre in den päpstlichen Kerker. Von Tivoli aus marschiert Garibaldi in die Toskana. Von Arezzo aus wendet er sich über die Berge zur Adria. Bei Cesenatico stechen Garibaldi und die Seinen mit dreizehn gekaperten Booten in See. Anita stirbt. Die Österreicher nehmen Ugo Bassi gefangen und bringen ihn nach Bologna. Garibaldi muss untätig zusehen, denn der Kampf ist gekämpft und verloren.

### Zitate
- Mazzini
  - angesichts der anrückenden französischen Streitmacht: „Freiheit ist kein Genuß, Freiheit ist eine Aufgabe.“[10]
  - zur Persönlichkeit Garibaldis, dem Manne seiner Wahl in der Stunde der Not: Zwar kenne er Garibaldi nicht näher, zwar „sei er im einzelnen unberechenbar“, doch „er sei von einem undurchdringlichen Mantel unsichtbarer Kraft umgeben“.[11]
- Graf Campanello, ein Gesprächspartner Mazzinis: „Im Leben ist jeder Soldat, und, wer die Waffen wegwirft, des Todes würdig!“[12]
- Die Leute reden in Rom während des unbarmherzigen Oudinotschen Bombardements, Garibaldi sei unverwundbar. Der General zu dem kleinen Jungen Luigi: „Die Kugeln tun mir nichts, weil meine Mutter für mich betet.“[13]
- Giacomo Medici, ein Mitkämpfer, zitiert ein Wort des sterbenden Anzani über Garibaldi: „Er hat ein Gesetz in sich, das wie ein Sturm ist... wer mit ihm geht, wird Italien finden.“[14]

### Geschichten
Der umfängliche Text der Historikerin Ricarda Huch will nicht als geschichtswissenschaftliches Werk, sondern als Prosa gelesen werden. Demgemäß ranken sich um das Wirken des Freiheitskämpfers Garibaldi in Rom unzählige Begebenheiten. Einige seien herausgegriffen. Der begüterte Fuhrunternehmer Angelo Brunetti, der sogenannte König von Rom, hat mit seiner Frau Lucrezia eine vierjährige Tochter sowie die Söhne Luigi und Lorenzo. Nach dem Sturz der Republik verlassen Angelo, Luigi und Lorenzo mit Garibaldi Rom. Lucrezia muss mit der kleinen Tochter zurückbleiben. Lorenzo fällt bei San Sepolcro in einem Gefecht gegen die Österreicher.
Nach der päpstlichen Amnestie 1846 wird der junge Amadeo Desanto, 1844 zu Zeiten des Aufstandes der Gebrüder Bandiera eingekerkert, aus dem Gefängnis entlassen und stirbt wenig später in Freiheit.
In Rieti bekehren Ugo Bassi und Garibaldi eine Horde Banditen und modeln sie zu Mitkämpfern in der Freischar um. In Rom erlebt der Leser Auftritte des berühmten Schauspielers Gustavo Modena. Der sanfedistische Verschwörer Don Silvio predigt auf öffentlichen Plätzen Roms gegen die Republik und wird von den Republikanern gestellt.
Garibaldi lässt einen Soldaten aus seiner Freischar hinrichten, der eine alte Bäuerin erschlagen hatte, mit der er wegen des Kaufs von ein paar Hühnereiern nicht handelseinig geworden war. Manche Römerin legt beim schweißtreibenden Barrikadenbau mit Hand an, zum Beispiel Antonietta Colomba. Diese Frau fällt später im Kampf an der Seite ihres Mannes. Das große Sterben unter den Italienern im Kampfe gegen die Franzosen kommt jedes Mal fast wie der Blitz aus heiterem Himmel.
In Velletri setzt sich der König von Neapel mit dem Räuber Vendetta auseinander. Es geht um das Verschwinden eines Muttergottesbildes.
In Garibaldis Freischar treibt auch dieses oder jenes schwarze Schaf sein Unwesen. Nach Dafürhalten des Freischärlers Zambianchi gibt sich das Triumvirat zu rücksichtsvoll. Also foltert Zambianchi seinen Gegner, den Kanonikus der Peterskirche Don Silvio, in einer Krypta Roms.
Die Kultur darf nicht zu kurz kommen. Im belagerten Rom führt der Barbier Guido Vidomi, genannt der Herzog von Aquileja, für die Freischärler ein Marionettenspiel auf. Als der Barbier am nächsten Morgen Garibaldi die Haare schneiden will, wird er von einem französischen Geschoss getroffen und stirbt noch am selben Tage.

### Porträts
In den beiden Abschnitten Porträts sind die Abbildungen der Persönlichkeiten nach ihrer Erwähnung in diesem Artikel geordnet.

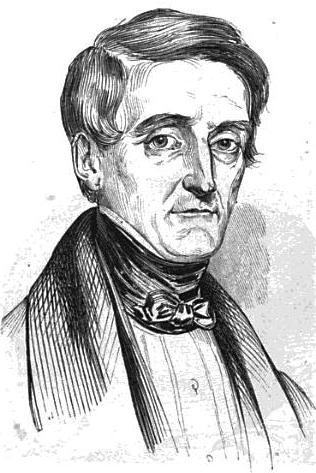
Premierminister Pellegrino Rossi
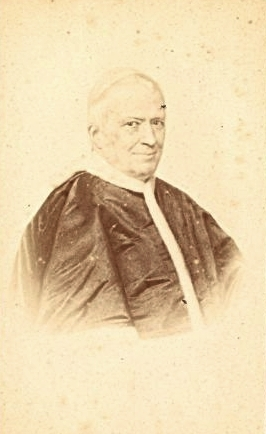
Papst Pius IX.
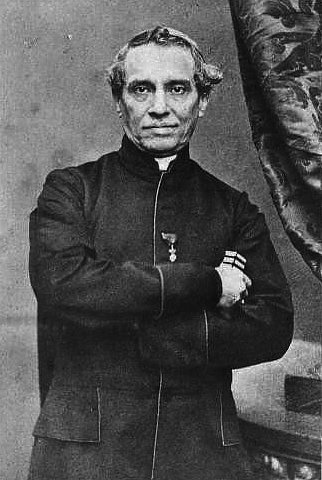
Kardinalstaatssekretär Giacomo Antonelli
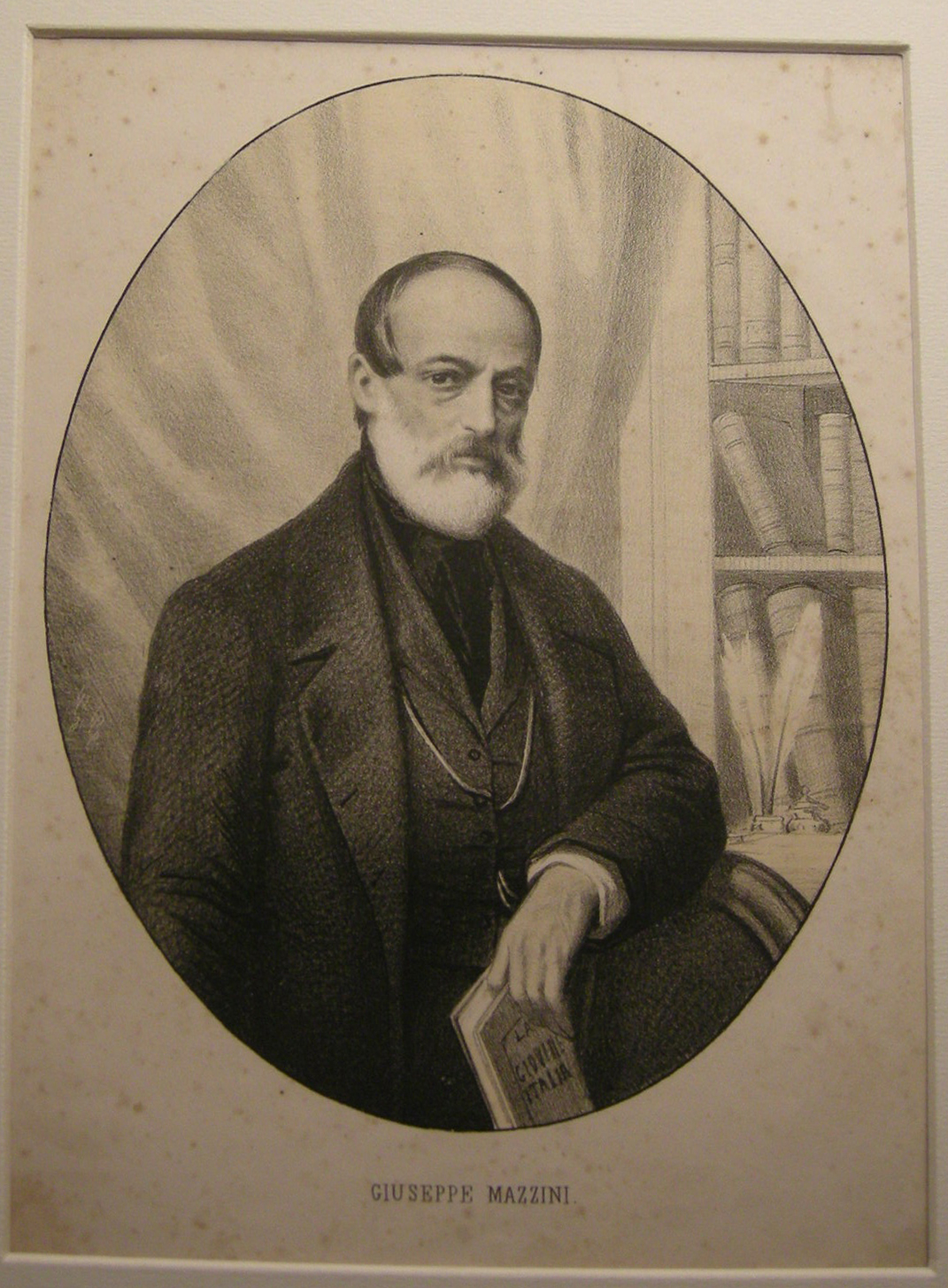
Giuseppe Mazzini
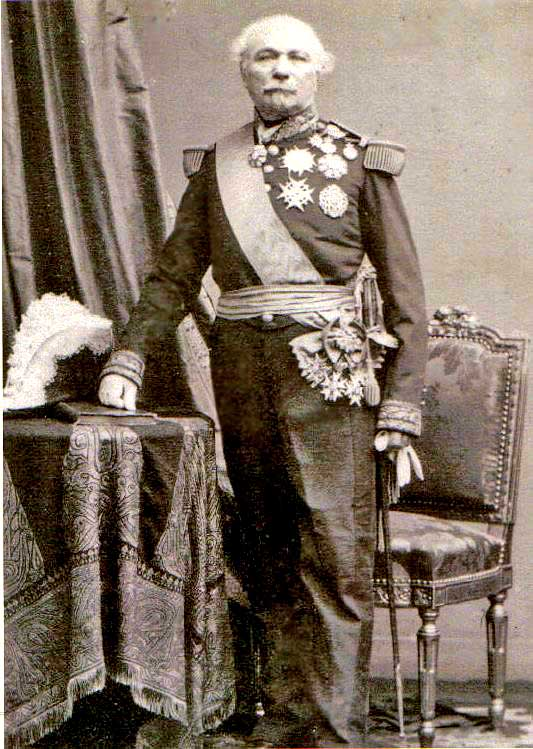
General Oudinot
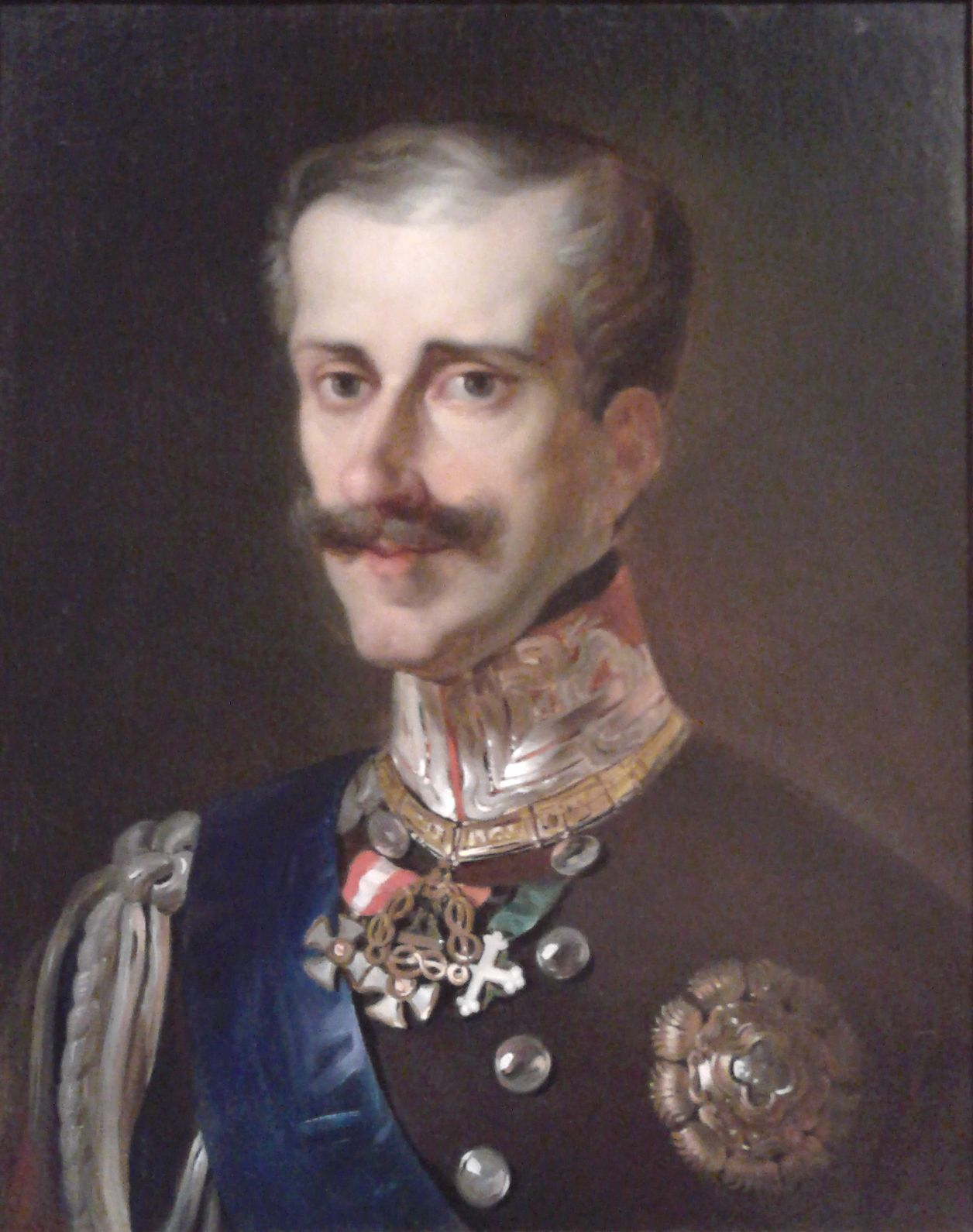
König Karl Albert von Sardinien
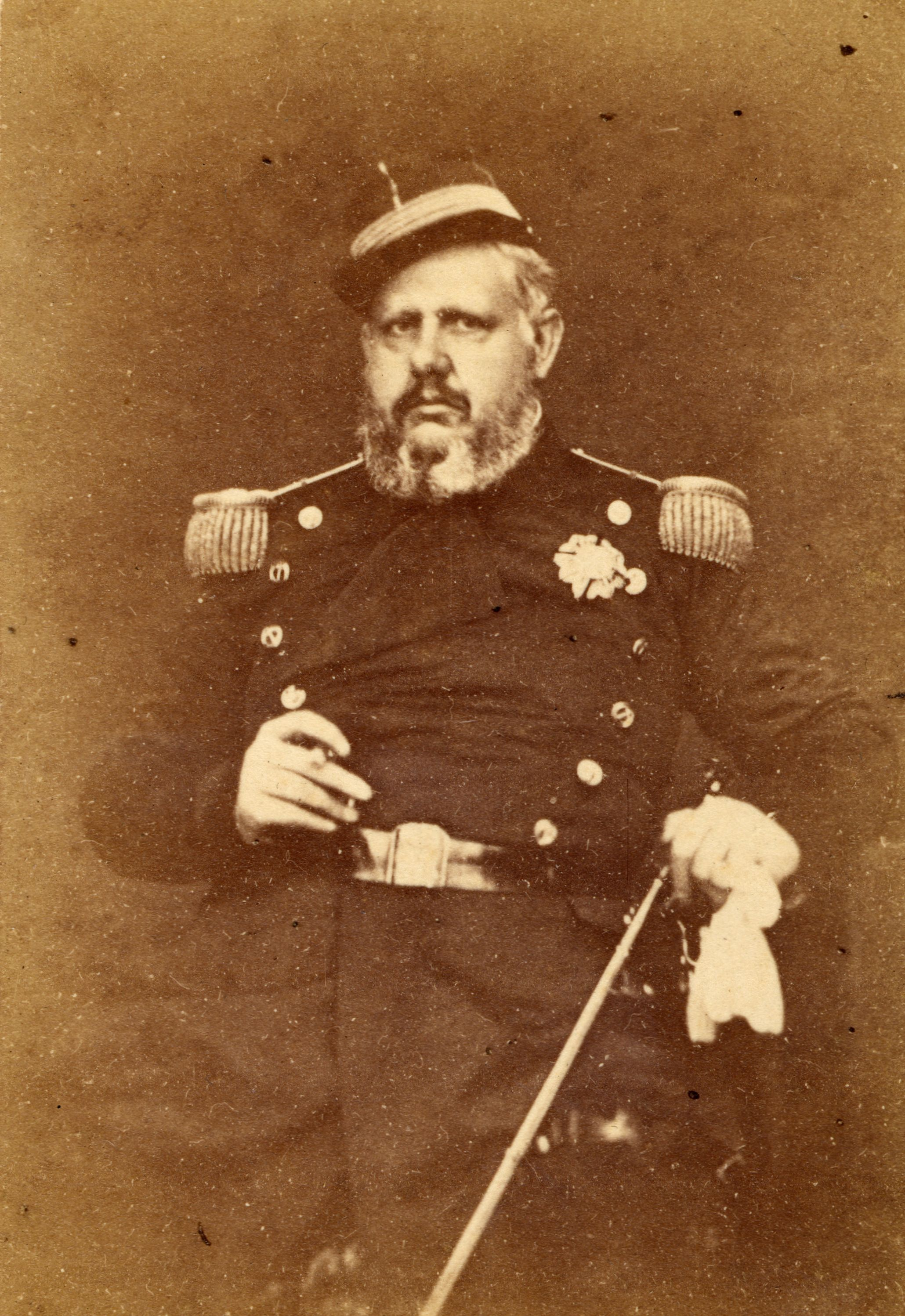
König Ferdinand II. von Neapel
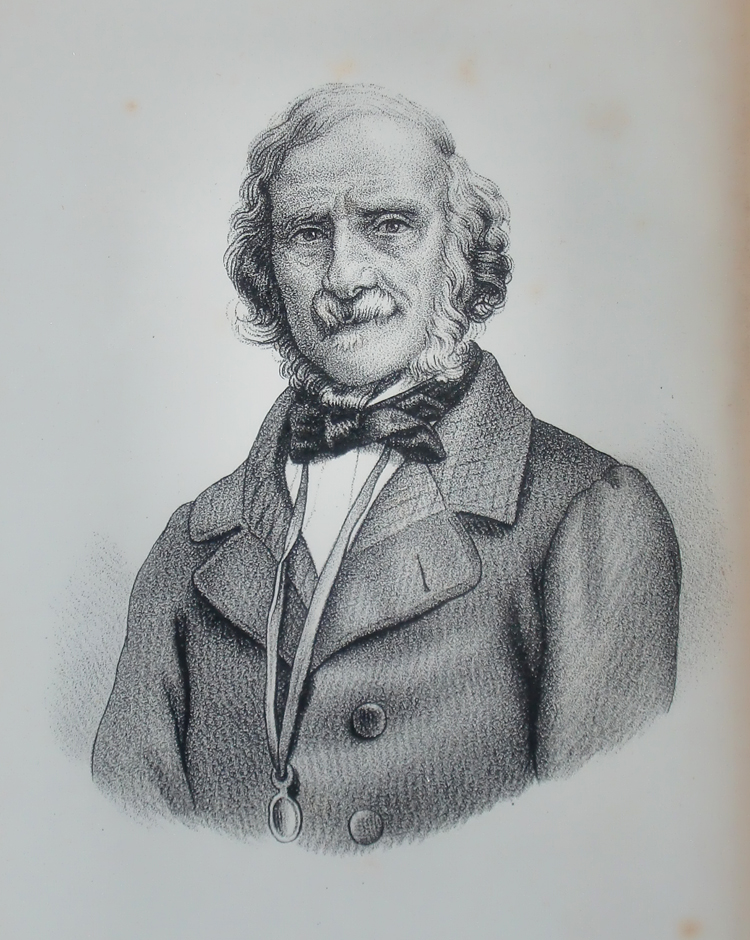
Terenzio Mamiani
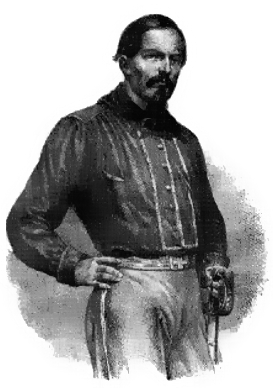
Generalleutnant Nino Bixio
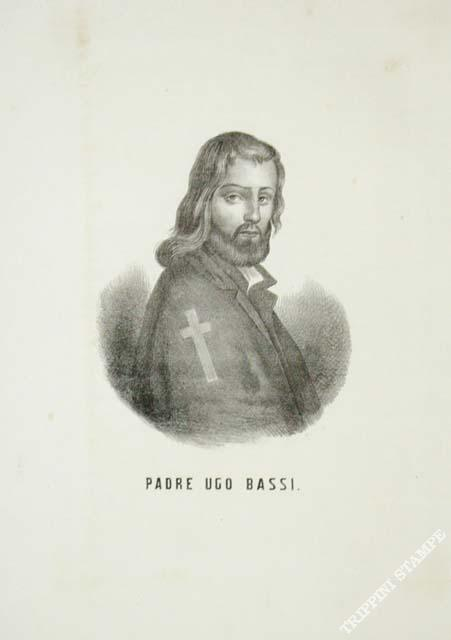
Pater Ugo Bassi
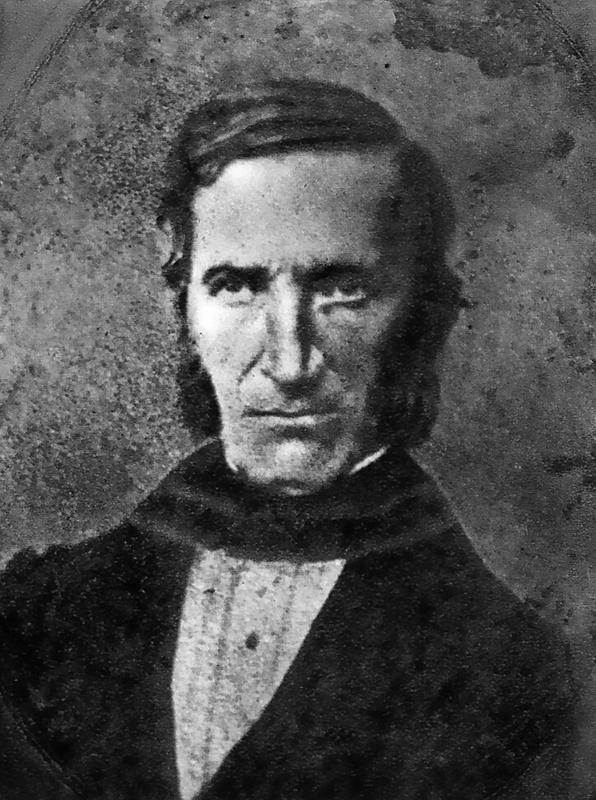
Carlo Armellini
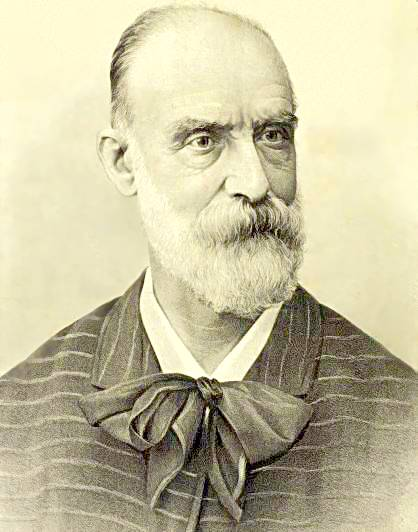
Aurelio Saffi
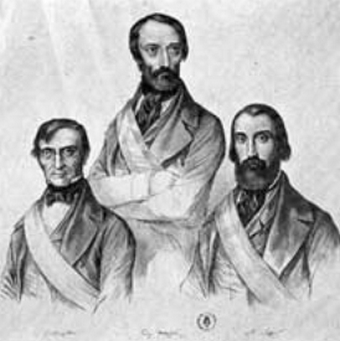
Carlo Armellini, Giuseppe Mazzini und Aurelio Saffi (v.l.)
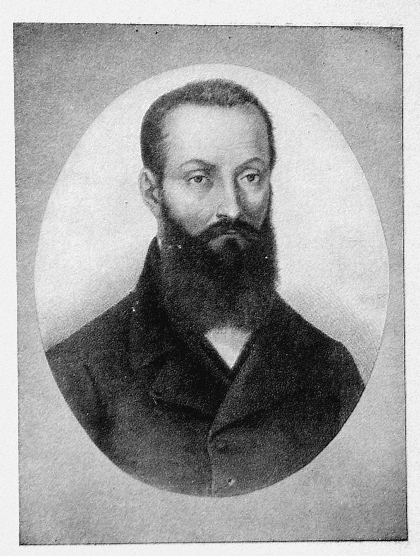
Giuseppe Galletti
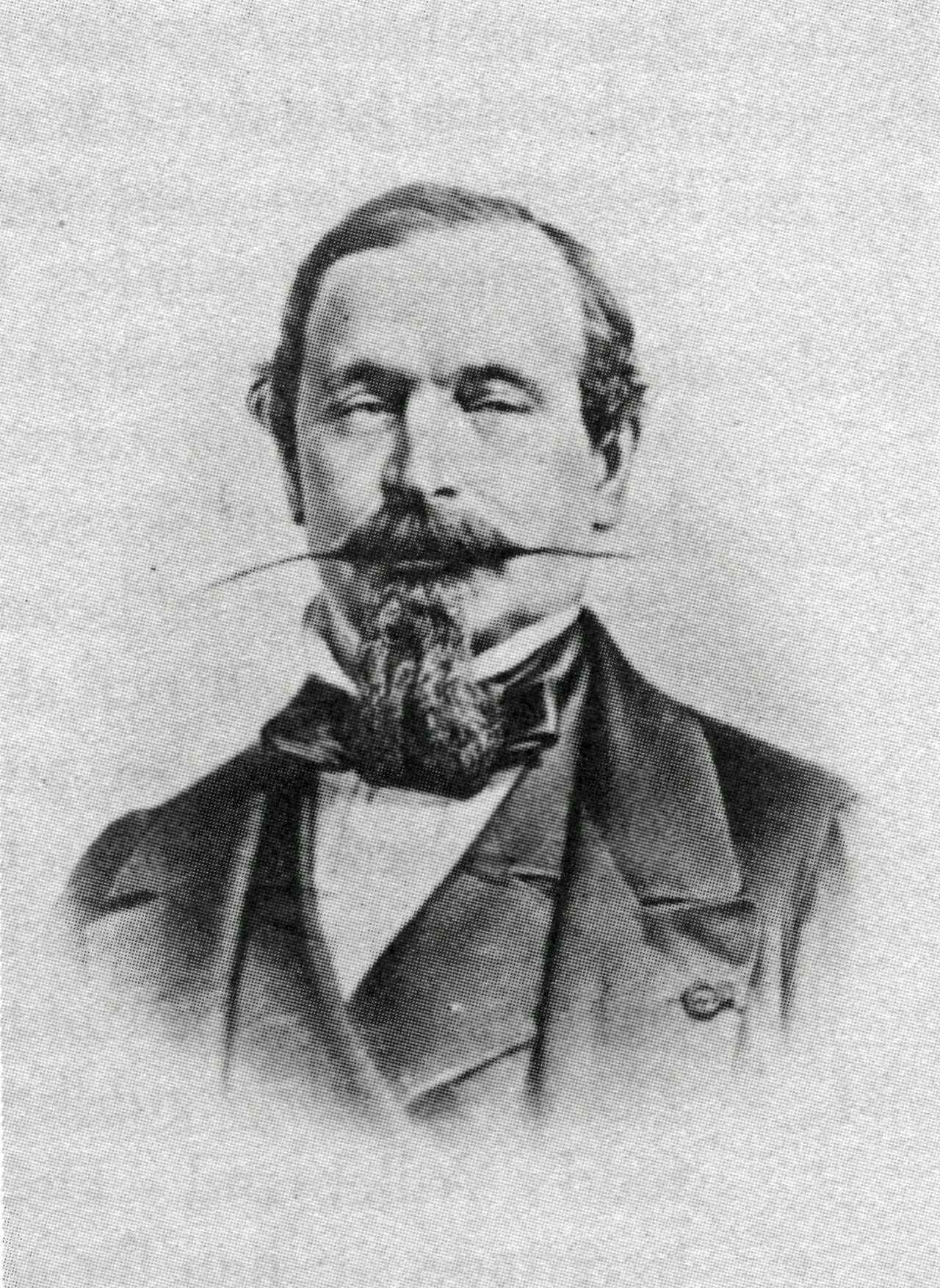
Napoleon III.
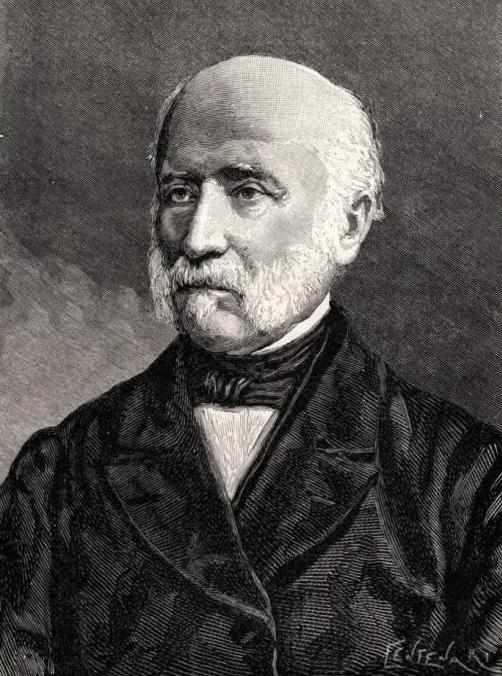
Giuseppe Avezzana
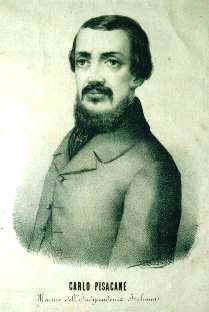
Carlo Pisacane
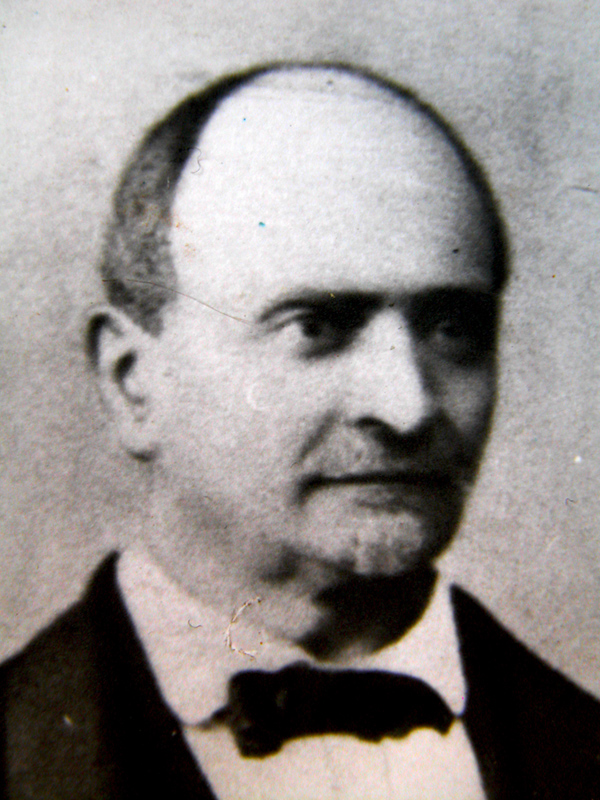
Pietro Roselli (um 1870)
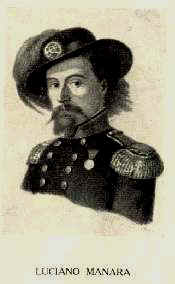
Luciano Manara
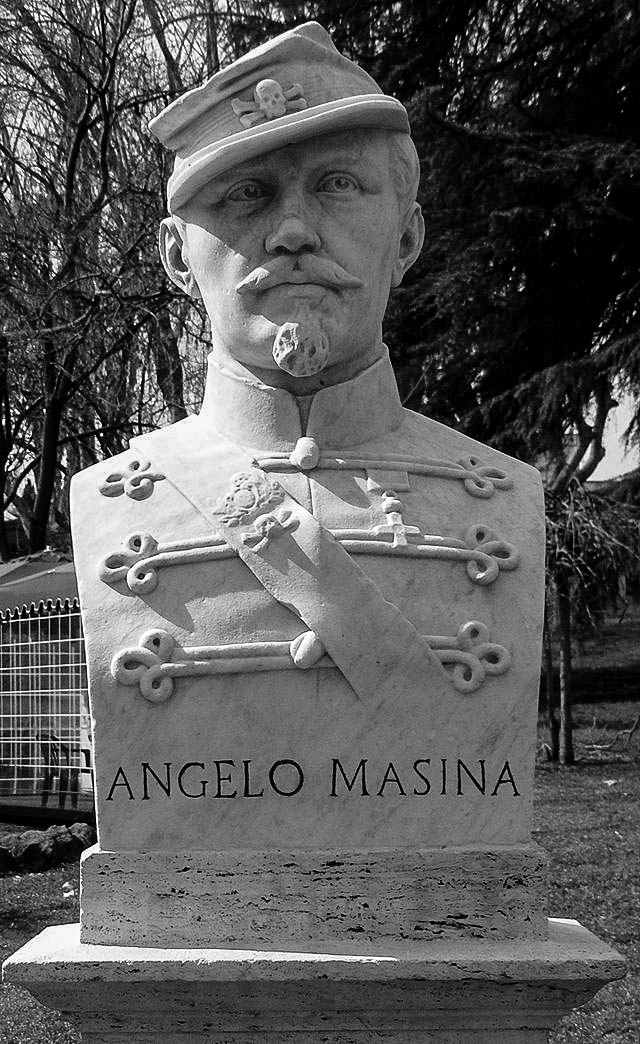
Angelo Masina
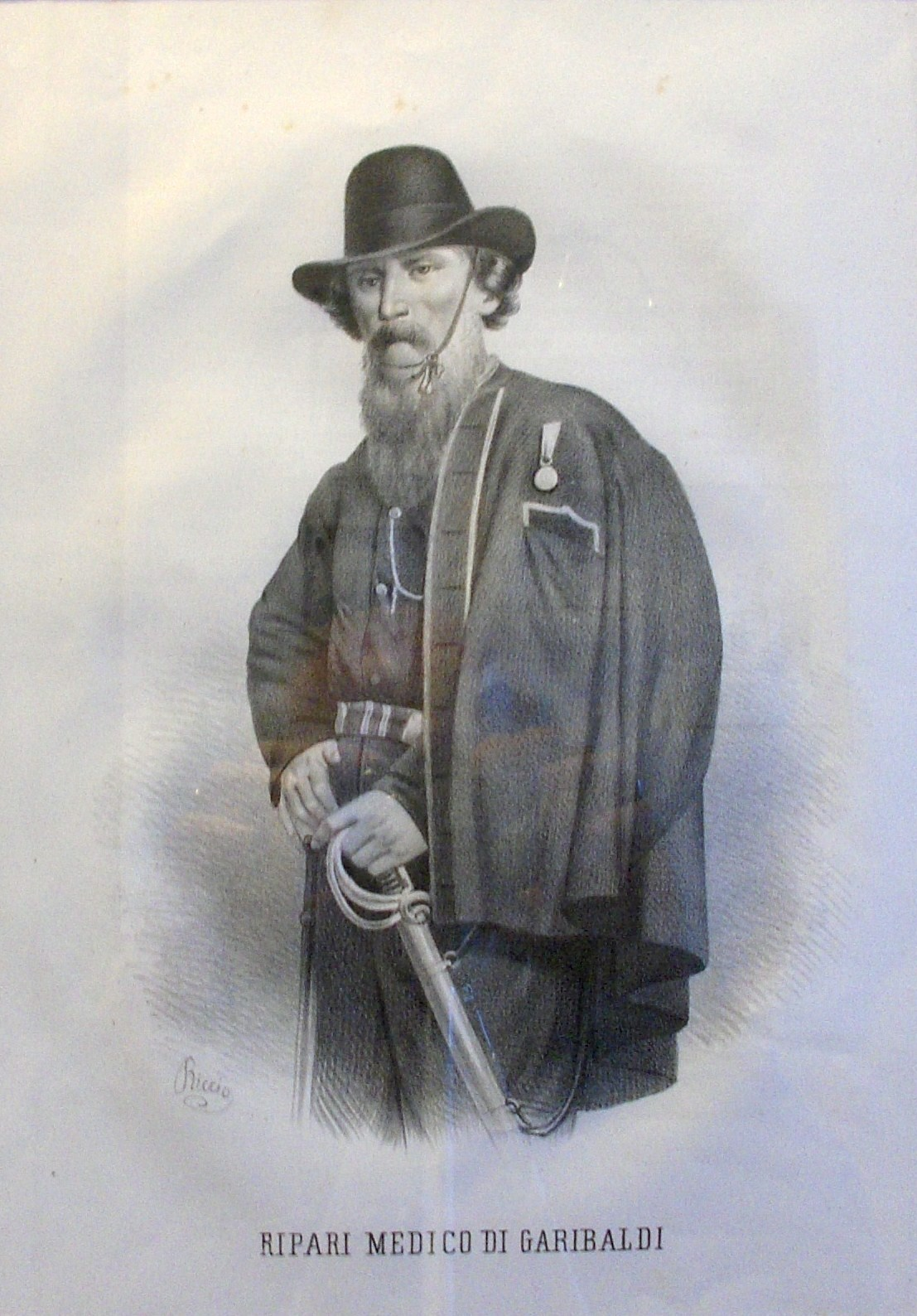
Der Arzt Pietro Ripari (um 1860)
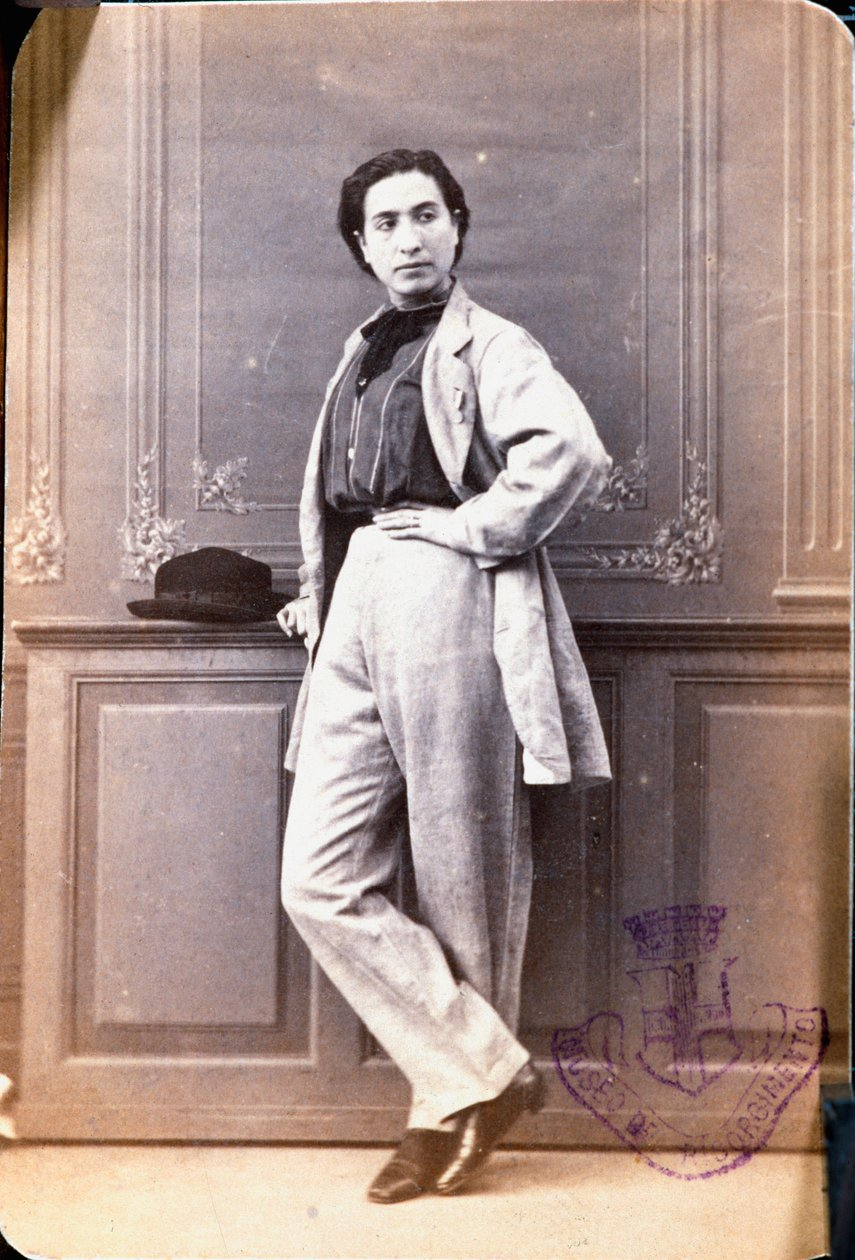
Anita Garibaldi
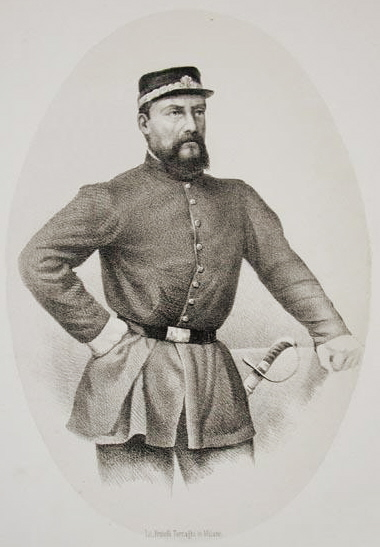
General Giacomo Medici
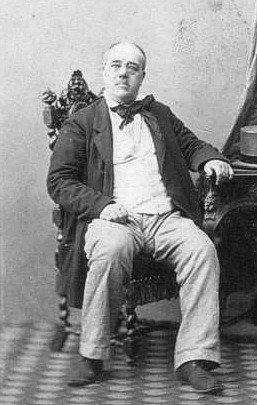
Der Schauspieler Gustavo Modena
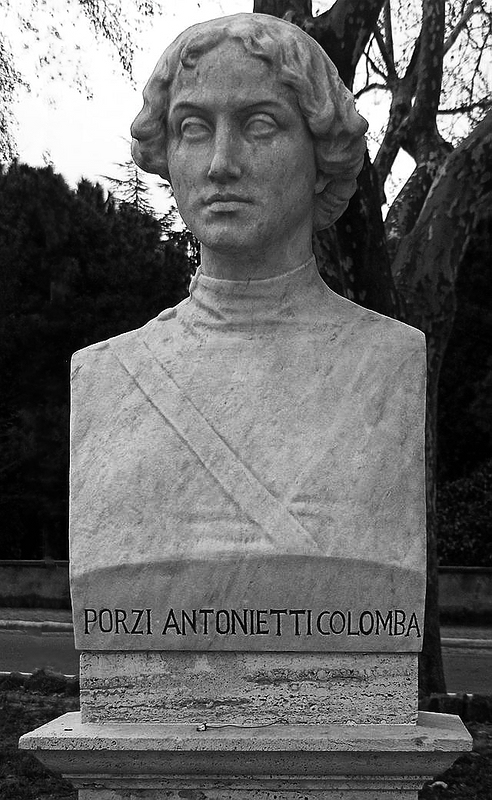
Colomba Antonietti

## Zweiter Teil: Der Kampf um Rom

### Historie
Ricarda Huch vollführt einen Zeitsprung von elf Jahren vorwärts in den Zweiten italienischen Unabhängigkeitskrieg. Nach der Schlacht von Solferino behält Österreich Venedig, das Trentino und Julisch Venetien. Im Kampf um die Einheit Italiens will Garibaldi erstens die spanischen Bourbonen aus Süditalien vertreiben. Also das Königreich beider Sizilien ist zu besiegen. Zweitens soll der Kirchenstaat beseitigt werden und drittens sollen die Österreicher in Venedig bekämpft werden.
Garibaldi schifft sich mit tausend Mann in Genua ein und bringt nach der Schlacht von Calatafimi Palermo sowie nach der Schlacht am Volturno Neapel unter seine Herrschaft. Die anderen beiden Kriegsziele – Rom und Venedig – verfehlt Garibaldi. Seine Hintermänner sitzen in Turin. Die piemontesischen Machthaber – König Viktor Emanuel II. von Sardinien und dessen Ministerpräsident Cavour – unterstützen zwar heimlich die Expedition Garibaldis, sind aber als Monarchisten letztendlich gegen den republikanischen General. So wird der Sieger von Calatafimi und Volturno am 26. Oktober 1860 in Teano von seinem König nach Hause geschickt. Viktor Emanuel II. wird seine Armee gegen den Kirchenstaat führen, Rom aber verschonen. Garibaldi hat seine Schuldigkeit getan. Zwar unternimmt er 1862 einen weiteren Versuch im Kampf um Rom – auch dieses Mal wieder von Sizilien aus, doch er scheitert bereits nahe beim südkalabrischen Aspromonte an dem piemontesischen General Cialdini. Der Freiheitskämpfer wird verwundet und nach Hause gebracht.

### Inhalt
Frühjahr 1859: Cavour sowie seine Vertrauten Farini und Fanti können Garibaldi für eine Idee gewinnen. An der Spitze des geeinten Italien soll kein Republikaner, sondern  König Viktor Emanuel II. stehen. Als Napoleon III. mit Österreich Frieden schließen will, fügt sich Viktor Emanuel. Zu der Zeit stehen Garibaldis Alpenjäger bei Bormio. Die Truppe ist tief enttäuscht. Garibaldi – mit Bertani im Gefolge – hat einen Plan. Er will die Lombardei verlassen und die Einigung Italiens von Sizilien aus vorantreiben. Rosolino Pilo und der Republikaner Francesco Crispi – zwei Sizilianer – hatten  Mazzini dieses Vorhaben eingeredet.
Der König Viktor Emanuel geht nicht darauf ein, sondern antwortet mit einem Angebot. Garibaldi soll General in der sardischen Armee werden. Der Freiheitsheld lehnt ab und zieht sich auf seine Insel Caprera zurück. Das Eiland hat er sich von einer Erbschaft gekauft. Rosolino Pilo bittet Garibaldi in einem Brief aus Sizilien, dort den Aufstand anzuführen. Garibaldi sagt zu.
Giovanni Riso setzt den Aufstand in Palermo für den 6. April 1860 fest. Ein junger Mönch aus dem Kloster La Gancia in Palermo verrät die Aufständischen. Die bourbonischen Soldaten machen mit den im Kloster Eingeschlossenen kurzen Prozess. Garibaldi landet am 11. Mai 1860 auf Sizilien und nimmt am 14. Mai in Salemi auf Bitten Crispis den Titel Diktator über Sizilien an. Am nächsten Tag schlägt der Diktator in der Schlacht von Calatafimi mit seinen tausend Mann die dreitausend Soldaten des bourbonischen Generals Landi und erobert darauf Palermo. Garibaldi sucht in der großen Stadt Schulen, Spitäler sowie Wohlfahrtsanstalten auf und lässt die Festung Castellamare – ein Symbol der bourbonischen Unterjochung Siziliens – abreißen. Mönche und Bürgern hämmern emsig am Zerstörungswerk mit. Aber die Festungen Milazzo, Messina und Syrakus sind noch vom Feind besetzt. Der Gemeinderat von Palermo ehrt Garibaldi, den Befreier der Stadt und bringt während der Ehrung  einen Wunsch des Volkes zum Ausdruck. Die Sizilianer möchten vom Haus Savoyen regiert werden. Unmutig registriert der Republikaner Garibaldi den unerwarteten royalistischen Schwenk. La Farina – hitzig, auf Garibaldi eifersüchtig – hat im Auftrage Cavours in Palermo im Trüben gefischt und wird vom Diktator nach Turin zurückgeschickt. General Medici führt frische Freiwilligenverbände nach Palermo. Bertani bereitet in Turin im Auftrage Garibaldis den Einmarsch in den Kirchenstaat vor. Für die Royalisten ist Rom tabu. Cavour, dem fast nichts entgeht, will den renommierten Arzt Bertani inhaftieren lassen, lässt es aber lieber bleiben. Ärzte hat man mitunter nötig. Auch den Siegeslauf Garibaldis unterbricht Cavour vorerst nicht. Bertani erfährt von Cavours böser Absicht und macht sich nach Messina davon. Dort hält sich nämlich inzwischen Garibaldi auf. Denn Neapel ist des Diktators nächstes Ziel. Während des Marsches auf Neapel laufen bourbonische Soldaten zu Garibaldi über. Cavour schickt Admiral Persano vor. Der Admiral soll sich zum Diktator küren und Garibaldis Sturm aufhalten. Derweil verlässt der König sein Neapel. Er möchte Garibaldis Einzug in die Stadt nicht mitansehen. Die Neapolitaner erheitert die Flucht ungemein. Liborio Romano, des Königs erster Minister, schreibt eilig eine Huldigungsadresse an Garibaldi. Der Diktator reist mit dem Zug an. Sein weißer Mantel über dem roten Hemd ist von Kugeln durchlöchert. Gleich nachdem sich Garibaldi zum Diktator von Neapel aufgeschwungen hat, vereinigt er die neapolitanische Flotte mit der seines Herrn. Somit herrscht Viktor Emanuel über das Mittelmeer vor Süditalien. Villamarina, Botschafter Viktor Emanuels in Neapel, teilt Garibaldi mit, der gemeinsame Herr werde in Bälde in die Marken und in Umbrien einfallen. Rom selbst wolle der König verschonen. In einem darauffolgenden Gespräch unter vier Augen mit dem Republikaner Mazzini meint Garibaldi, ohne dem König Viktor Emanuel sei Italien nicht zu machen. Der König, „ein Patriot, ein Soldat und ein ehrlicher Mann“, habe ihn noch nie enttäuscht, wohl aber Cavour. Garibaldi sagt: „Cavour ist mein Feind“ und sinniert: Wie ist Cavour zu entfernen?
Wenn das gelänge, könnte er, Garibaldi, zusammen mit seinem König Rom erobern. Dem Diktator Neapels fällt zu der heiklen Angelegenheit Pallavicino als Vermittler ein. Dieser reist flugs in Neapel an und ist von seiner neuen Aufgabe gar nicht begeistert. Natürlich geht der König auf Garibaldis absonderlichen Wunsch, Cavour zu entlassen, nicht ein. Viktor Emanuels militärische Siege im Kirchenstaat machen das Wunder Garibaldi in den Augen der Öffentlichkeit ein wenig vergessen. So schlägt General Cialdini in der Schlacht von Castelfidardo jene französischen Truppen, die den päpstlichen Stuhl verteidigen. Zudem unterlassen die Anhänger Cavours kaum etwas, um den Sieg Garibaldis am Volturno über die Bourbonen in seiner überragenden Bedeutung für die Einigung Italiens herabzusetzen. Allerdings möchte sich Cavour mit Garibaldi, „dem Manne, der so viel für Italien getan habe“, verständigen.
Bertani will nach Genua zurück. Vergeblich ersucht er Garibaldi auf dessen Sitz in Caserta um Entlassung. Der Diktator versetzt, er müsse doch auch, ob er wolle oder nicht, bei den unzuverlässigen Neapolitanern aushalten. Letztere dächten überhaupt nicht an die Befreiung Roms, sondern seien lediglich auf ihren persönlichen Vorteil bedacht. Garibaldi teilt dem Vertrauten den Inhalt eines Briefes mit, den Viktor Emanuel an ihn geschrieben habe. Daraus gehe hervor, er, Garibaldi habe das Vertrauen seines Königs verloren. Viktor Emanuel stände unter dem Einfluss Cavours.
Pallavicino spricht mit einer Botschaft Viktor Emanuels beim Diktator vor. Wenn sich Garibaldi von Mazzini, Bertani und Crispi trennte, sei vielleicht noch eine Verständigung möglich. Aber Garibaldi behält Mazzini in Neapel und gibt den Zug nach Rom auf, „weil das italienische Volk die Republik nicht wolle, sondern die Monarchie“.
Am 26. Oktober 1860 reitet Garibaldi seinem König entgehen. Fanti und Farini reiten im Gefolge Viktor Emanuels. Ricarda Huch schreibt über die beiden Vertrauten Cavours und den König: „...ihre Blicke waren mit hochmütigen Triumph auf Garibaldi gerichtet. Indessen sah Garibaldi nur den König: er bemerkte in seinem Gesicht einen trotzig stolzen, abweisenden Ausdruck, in dem zugleich auch Verlegenheit war...“ Garibaldi wird vom König entlassen und darf gehen.
Viktor Emanuel zieht in Neapel ein. Mazzini geht nach England. Garibaldi kann beim König nichts für seine in Neapel stationierten Freiwilligenverbände erreichen und reist nach Caprera ab.
Als Garibaldi in Turin erscheint, reagieren die dortigen Politiker nervös. Zuvor hatte Garibaldi im Interesse seiner Truppe ein Mandat der Stadt Neapel angenommen und war ins neapolitanische Parlament gewählt worden. Cavour hatte die vernünftige Ansicht geäußert, der Papst müsse auf weltliche Herrschaft verzichten. Das bleibt ein frommer Wunsch. Baron Ricasoli greift als Präsident einer Turiner Parlaments-Sitzung den anwesenden Garibaldi an. Dieser wehrt sich und verurteilt die Italien-Politik des ebenfalls anwesenden Cavour scharf. Cavour lässt das nicht auf sich sitzen und kehrt den besonnenen Staatsmann heraus, der Garibaldis Beitrag zur Einheit Italiens durchaus achte. Bei allem Gerede Cavours lenkt Garibaldi nicht ein.
Cavour stirbt am 6. Juni 1861 an einer Gehirnentzündung. Garibaldi auf seiner kleinen Insel Caprera wird zum gefragten Gesprächspartner der unterschiedlichsten Besucher. Der Einladung nach Amerika folgt er nicht. Einen – allerdings erfolglosen – Anlauf im titelgebenden Kampf um Rom unternimmt Garibaldi noch, dem Ruf seiner Getreuen folgend: „Wir sind dein! Nimm uns selbst und unsre Kinder! Aber führe uns nach Rom!“ Er landet wieder in Palermo. Die Menge jubelt: „Rom oder Tod!“ Baron Torrearsa kann Garibaldi die aussichtslose Unternehmung nicht ausreden. Garibaldi sagt: „Ihr wollt mich mahnen, daß ich ein Matrose gewesen bin?... Um Garibaldis willen... sollen keine Schlachten mehr zwischen Italien und Italien geschlagen werden.“ Der letzte Satz des Ausspruchs erweist sich tatsächlich als Programm.
Garibaldi verliert am 29. August 1862 im südlichen Kalabrien die Schlacht am Aspromonte – auch, weil er dem Kampf gegen Italiener mit allen Mitteln aus dem Wege geht. Garibaldi wird verwundet und von den Siegern – also den Soldaten seines Königs Viktor Emanuel – zwangsweise zunächst nach La Spezia und dann auf seine kleine Insel im italienischen Norden expediert. Dort lässt Ricarda Huch die toten Kämpfer Garibaldis aus der stürmenden See auferstehen: „Er ist unser! Der Duft der Unsterblichkeit durchdrang sein Fleisch...“

### Zitat
Garibaldi zu Farini: „Ich bin die Revolution!“

### Geschichten
Während Giuseppe La Masa lediglich erwähnt wird und Agesilao Milano nur in Verbindung mit seinem Attentatsversuch am 8. Dezember 1856 auf den König genannt wird (der Diktator will Milanos Mutter eine Rente spendieren), äußern zwei junge oberitalienische Mitstreiter Garibaldis – der Schriftsteller Ippolito Nievo und der Maler Girolamo Induno – in einem Wirtshause im Veltlin ihren Unmut darüber, dass ihr Anführer den Kampfplatz von der Lombardei nach Sizilien verlegt.
Am Strand seiner kleinen Insel Caprera sitzend, schaut Garibaldi des Abends aufs Meer hinaus und gedenkt der Kämpfer Jacopo Ruffini, Ciro Menotti und Giuseppe Andreoli, die fremden Herrschern Paroli geboten hatten und in den Jahren 1822–1831 ihr Leben lassen mussten.
Die beiden Süditaliener Carlo Poerio und Silvio Spaventa haben jahrelange Kerkerhaft hinter sich, sind vor ihrem König geflüchtet, hoffen auf dessen Ableben, werden am Turiner Hofe von Cavour geschätzt und warten auf einen Thronfolger, mit dem sie sich eventuell engagieren könnten.
Am Sonntag, dem 27. November 1859 verübt Vito Farina im Dom zu Palermo während des Gottesdienstes ein Attentat auf den verhassten bourbonischen Polizeiminister Salvatore Maniscalco.
Der alte Marchese Giorgio Pallavicino spricht Ende Dezember 1859 bei Cavour in einer privaten Angelegenheit vor. Die Hochachtung des Ministerpräsidenten gilt dem „Märtyrer vom Spielberg“. Cavour zeigt dem Besucher stolz eine Liste, mit der Garibaldi eine Million Gewehre sammeln will. Auch in Brescia und Pavia werden Waffen gesammelt. Adelaide Cairoli, Mutter von fünf Söhnen, überwacht die Sammlung. Alle ihre Söhne waren beziehungsweise sind Freiwillige Garibaldis. Natürlich können männliche Garibaldi-Verehrer aktiver auftreten als Frauen. So ist von dem reichen Landbesitzer Nuvolari aus Mantua die Rede, der Garibaldi „bei allen Unternehmungen mit der Anhänglichkeit eines liebenden Hundes“ begleite. Auf Sizilien hält sich der Zulauf zu den oberitalienischen Fremden, aus denen sich der Zug der Tausend rekrutiert, zunächst in Grenzen. Doch es gibt auch unter den Sizilianern Anhänger Garibaldis. Da sind zum Beispiel die Herren und Bauern auf dem Gut des Grafen Sant’ Anna, die mit dem Singen verbotener Lieder die Ankunft ihrer Befreier feiern. Eine neapolitanische Verehrerin Garibaldis, die Wirtin Giovannara, ist erzählerisch herausgearbeitet. Der Diktator gestattet dieser resoluten Frau aus dem Volke – also seinesgleichen – schließlich ausnahmsweise das Wahlrecht. Ein klein wenig erzählt wird auch über Augusto Elia und dessen Vater Antonio Elia. Während Antonio 1849 von den Franzosen erschossen worden war, hatte sich Augusto auf dem Schlachtfeld von Calatafimi, als er Garibaldi mit seinem Leibe decken wollte, in die Schusslinie geworfen und war im Gesicht getroffen worden.
Garibaldis Leibarzt Ripari aus dem ersten Teil ist auch wieder dabei. Er äußert sich über die Sinnlosigkeit des Krieges überhaupt.

### Porträts

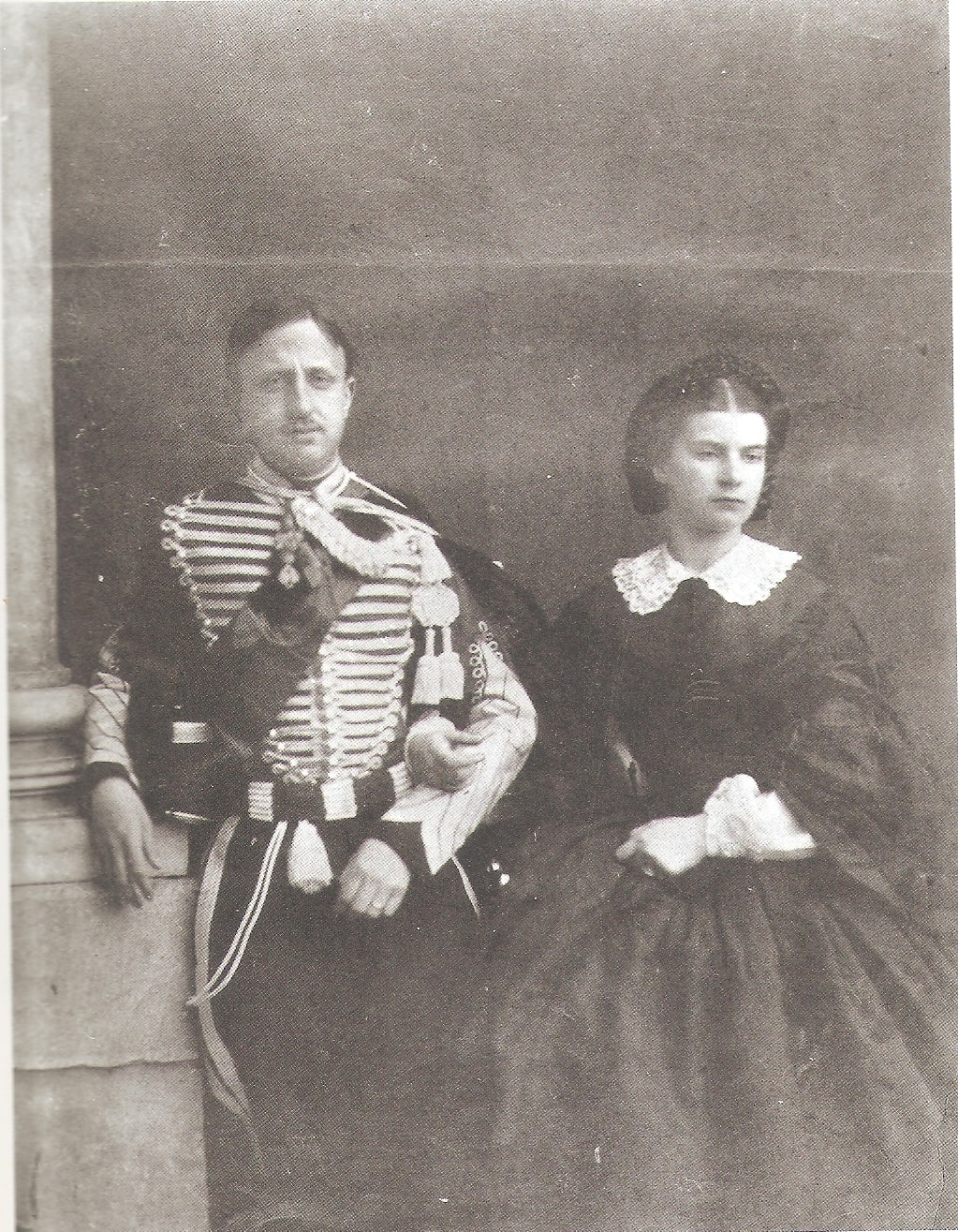
Franz II., König von Sizilien mit Königin Marie
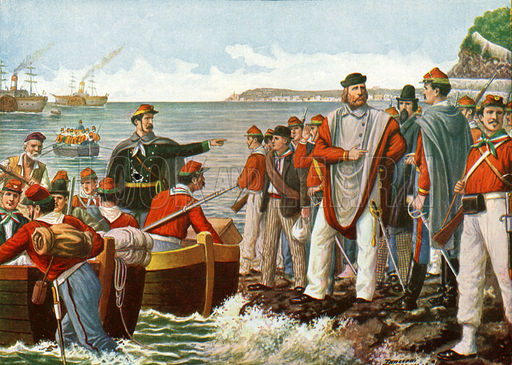
Garibaldi landet am 11. Mai 1860 bei Marsala
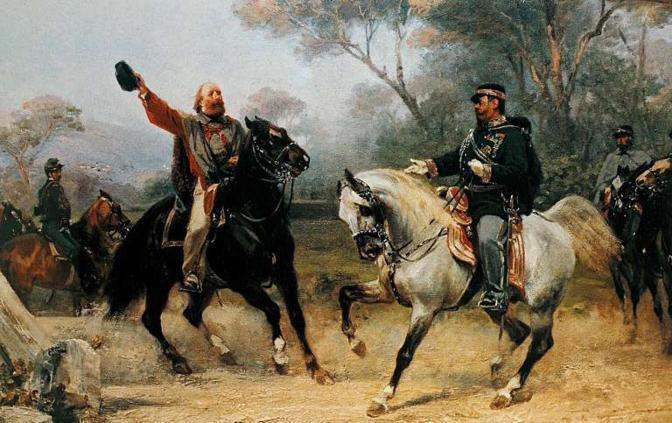
Garibaldi (links) reitet am 26. Oktober 1860 bei Teano seinem König Viktor Emanuel II. entgegen
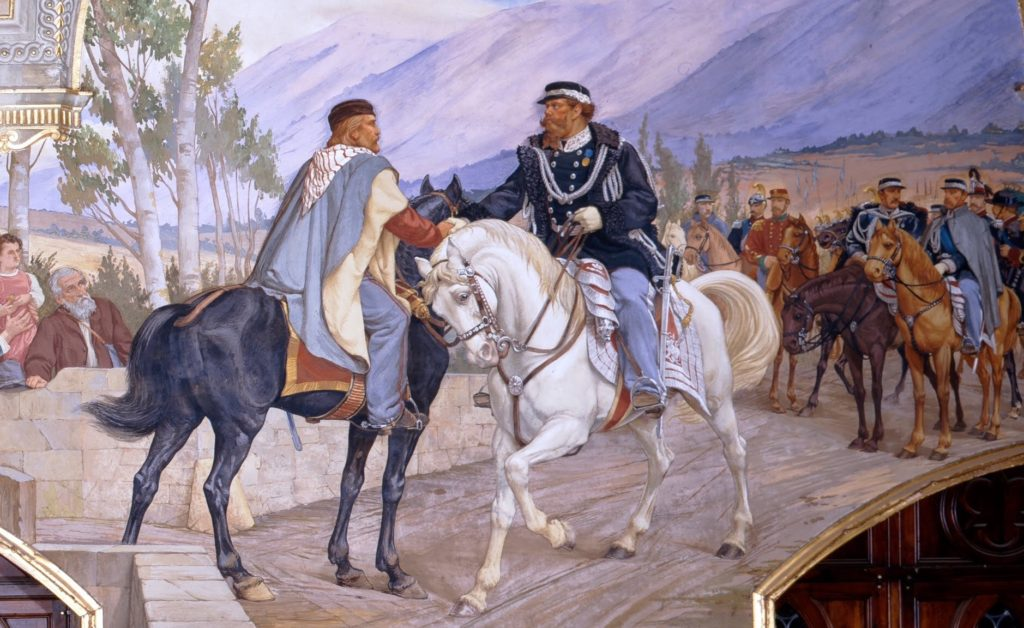
Garibaldi (links) und König Viktor Emanuel II.: Der Handschlag auf der Brücke von Teaono am 26. Oktober 1860
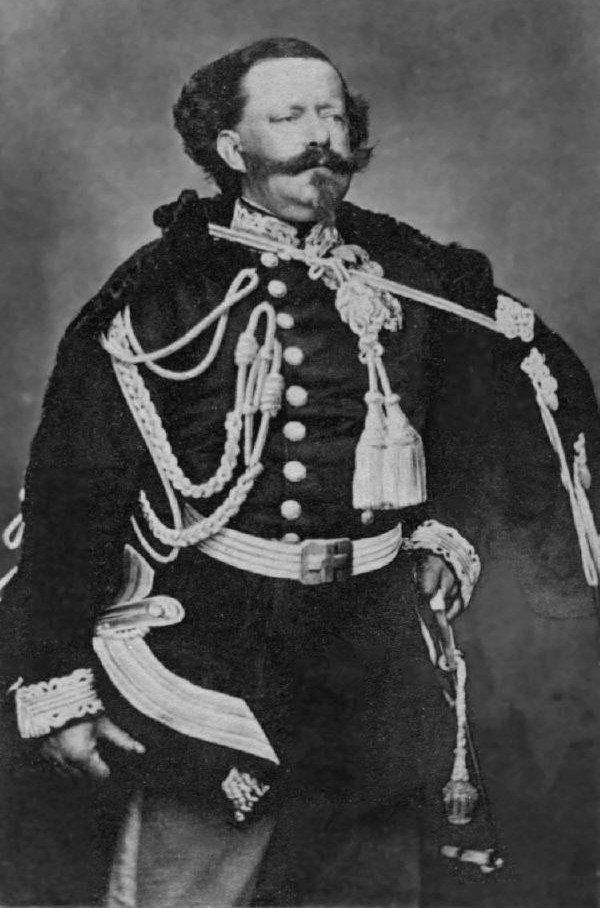
Viktor Emanuel II., der erste König des vereinten Italien (um 1861)
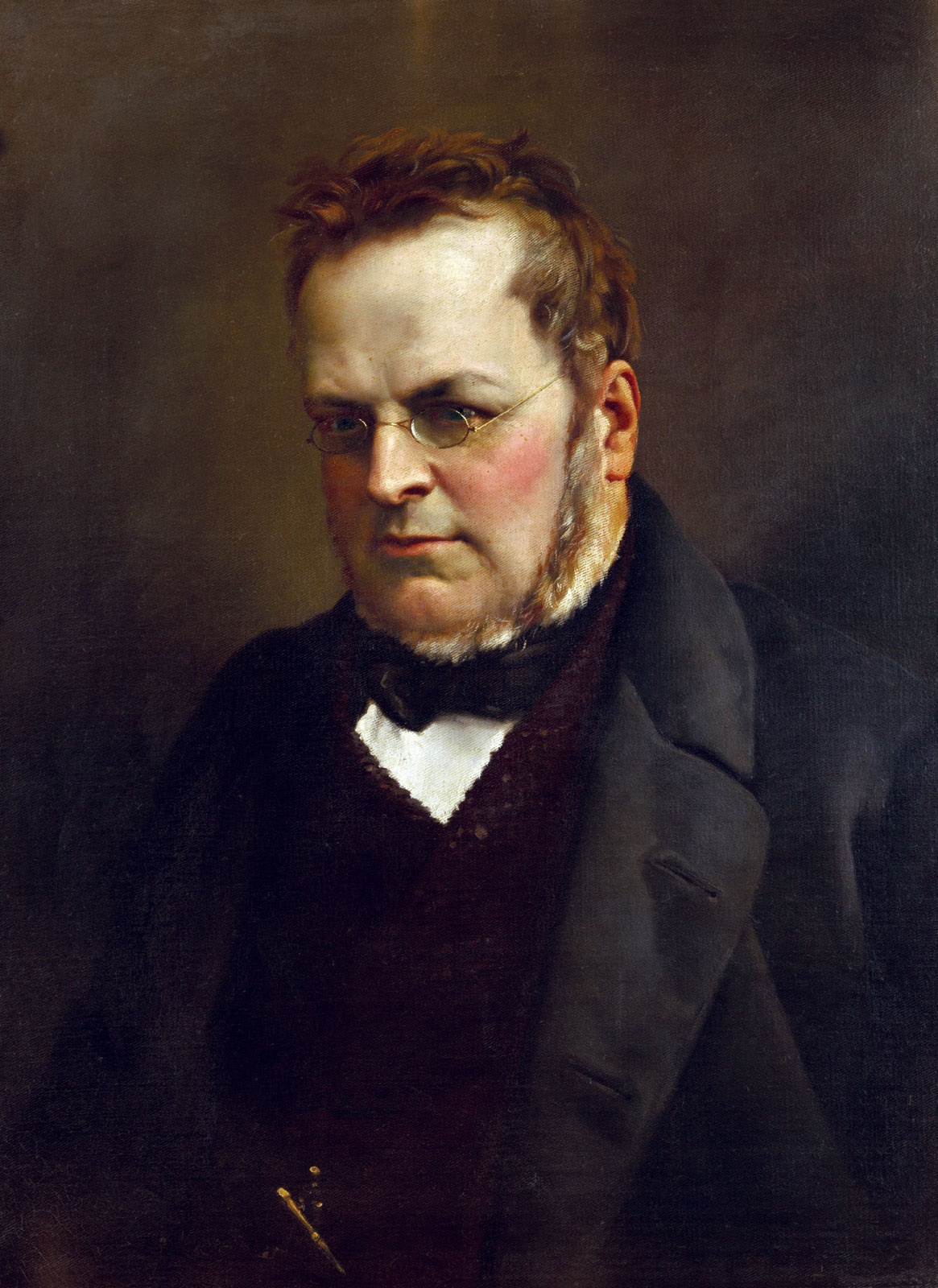
Ministerpräsident Graf Camillo Benso von Cavour
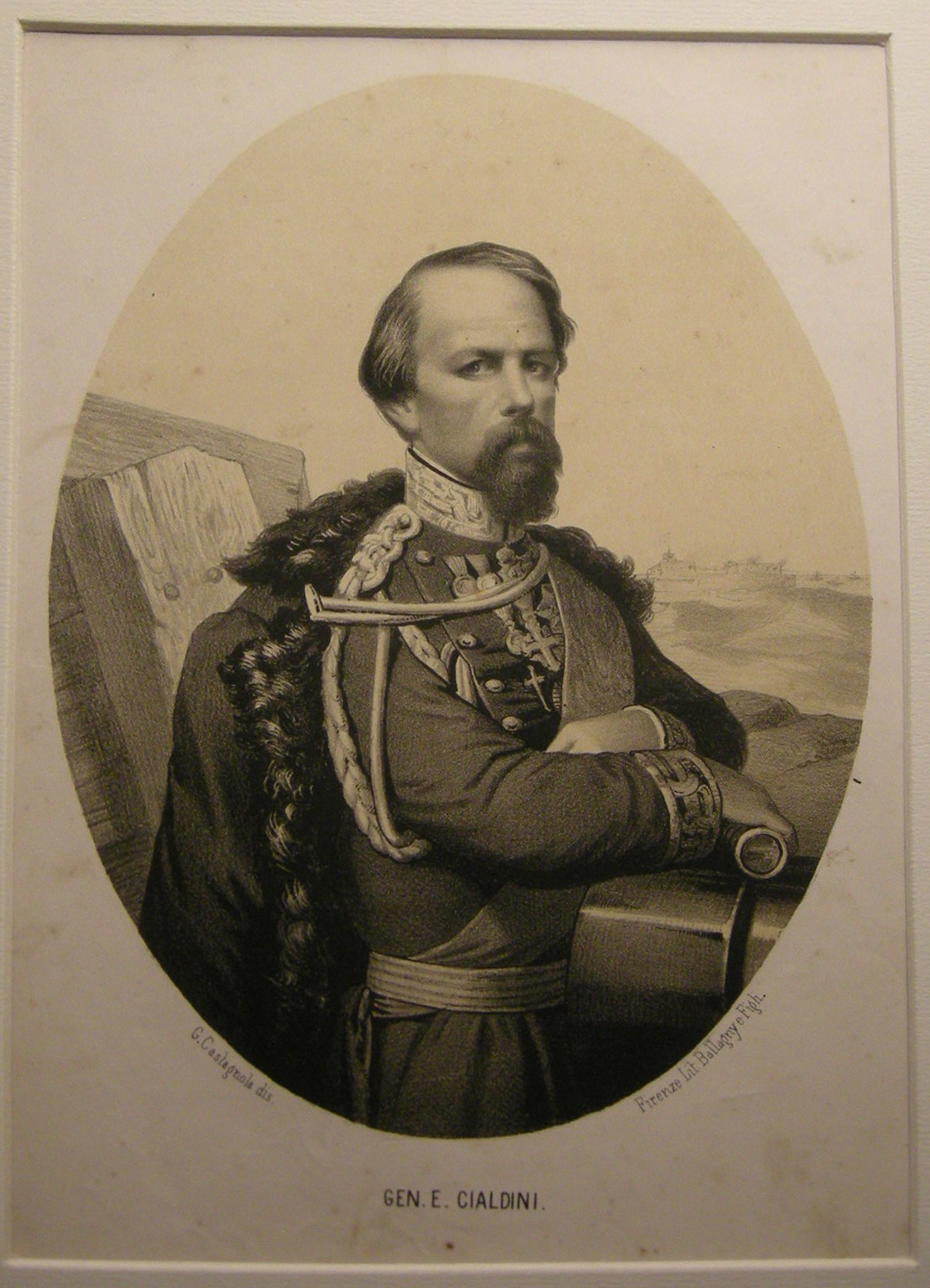
General Enrico Cialdini
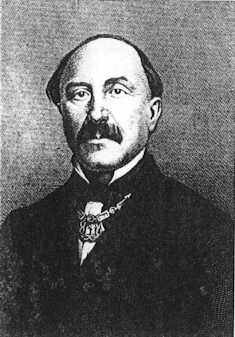
Luigi Carlo Farini
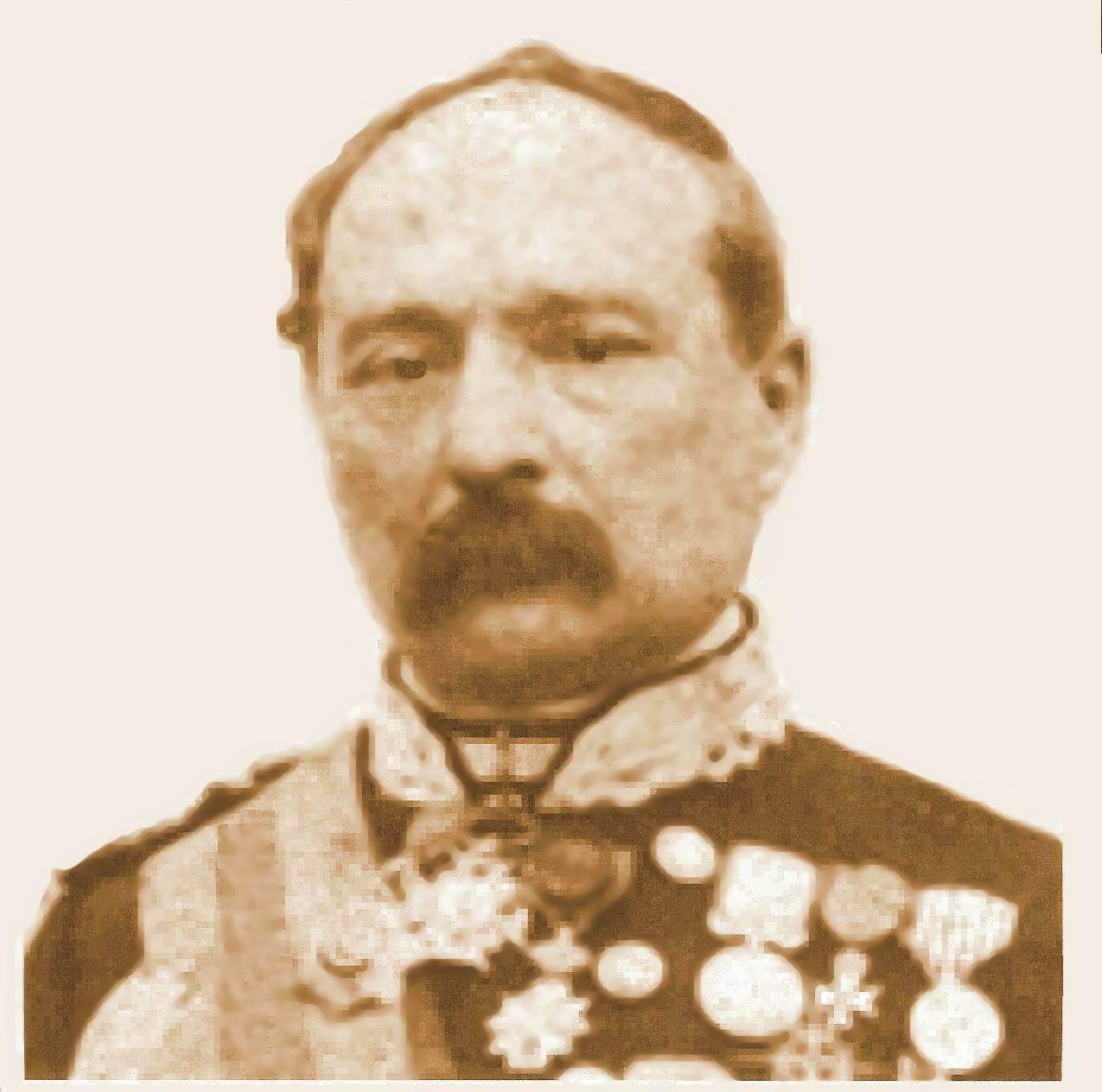
Manfredo Fanti
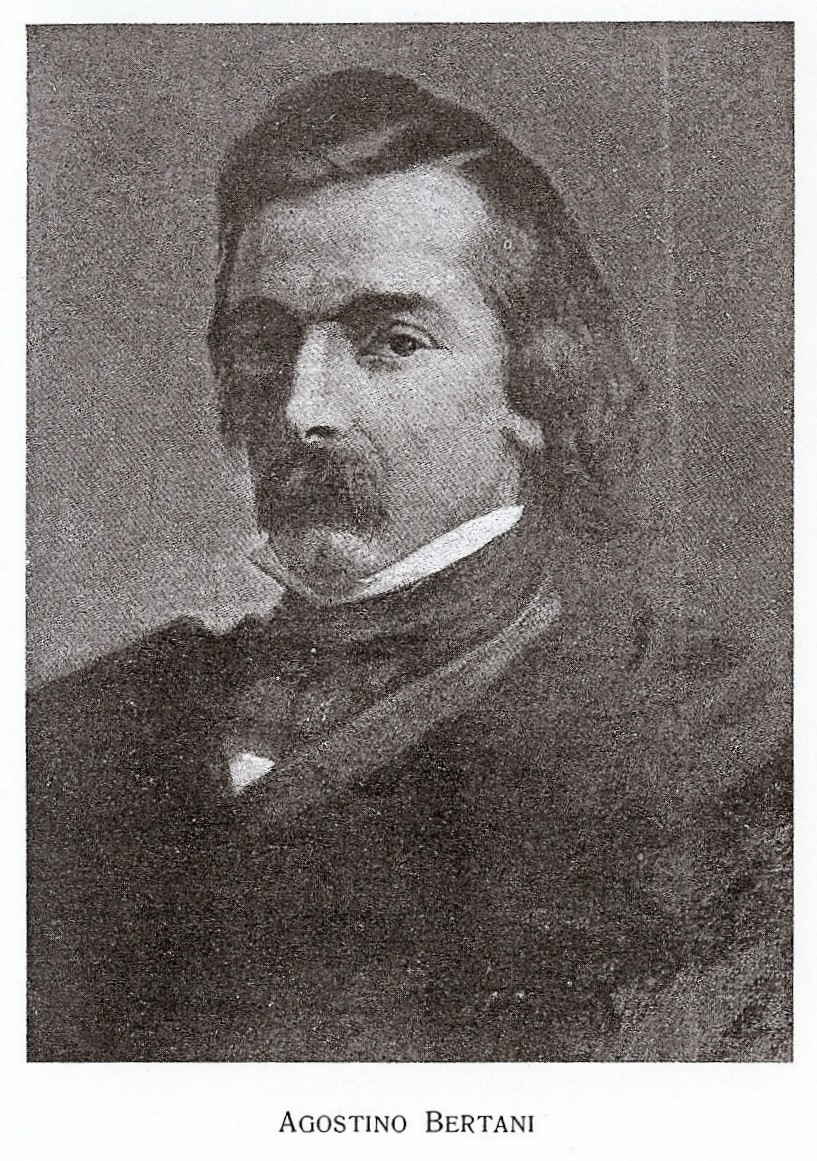
Der Arzt Agostino Bertani
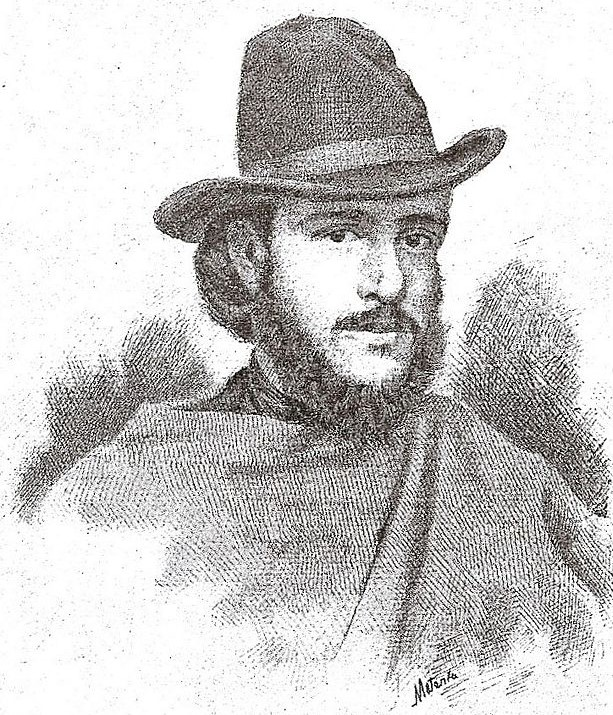
Rosolino Pilo
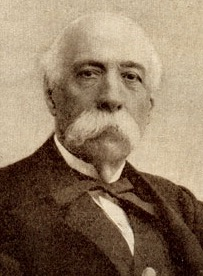
Francesco Crispi
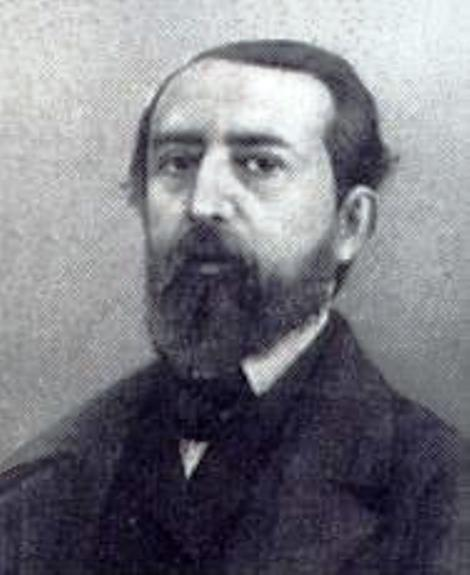
Giuseppe La Farina
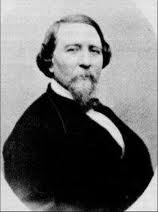
Giuseppe La Masa
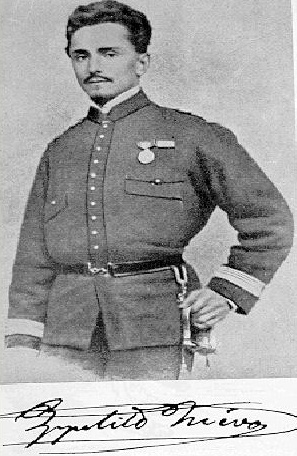
Ippolito Nievo
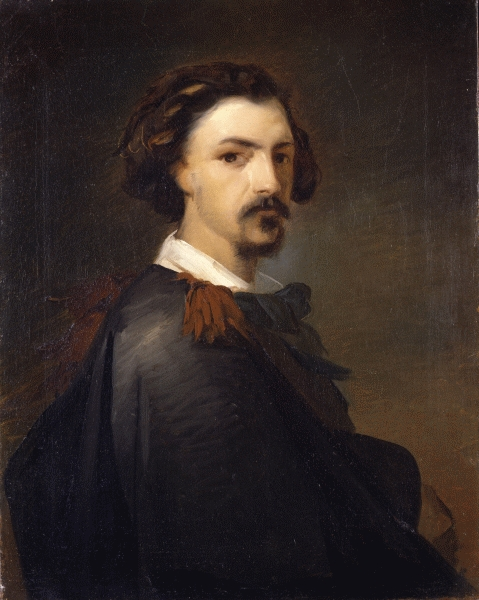
Girolamo Induno: Selbstbildnis
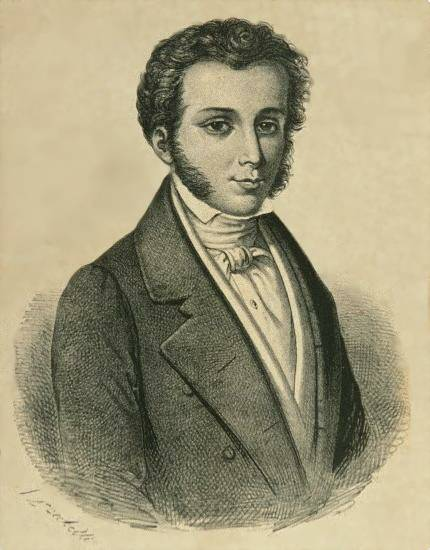
Ciro Menotti
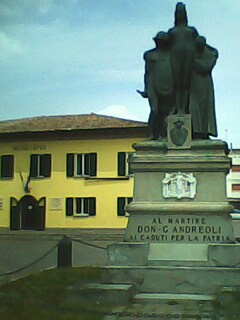
Giuseppe Andreoli
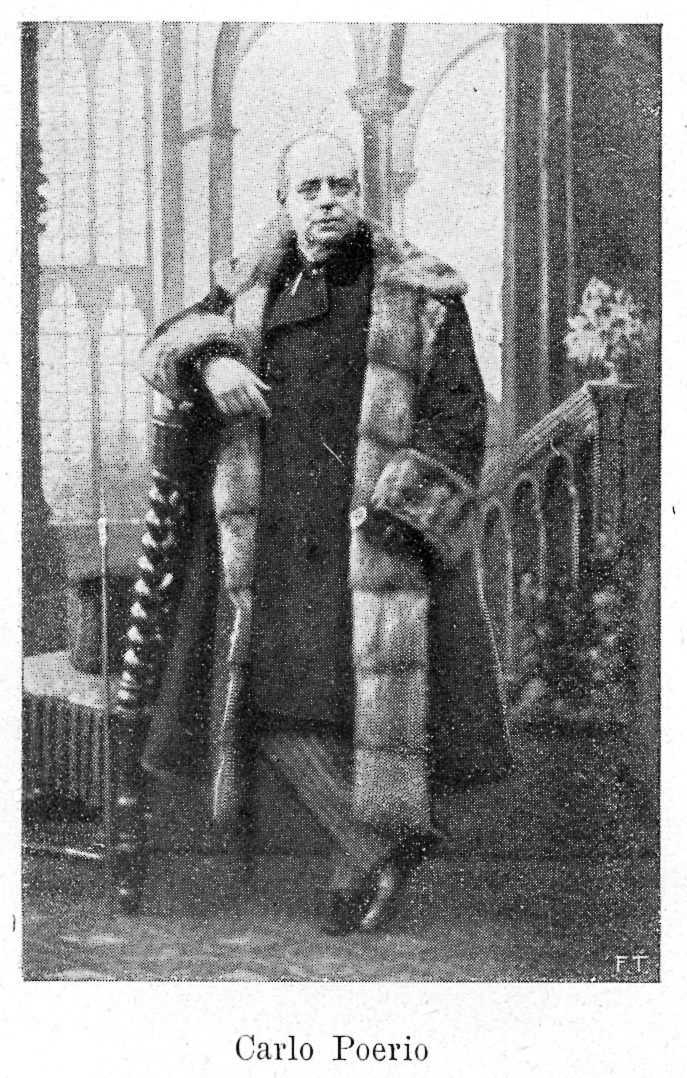
Carlo Poerio
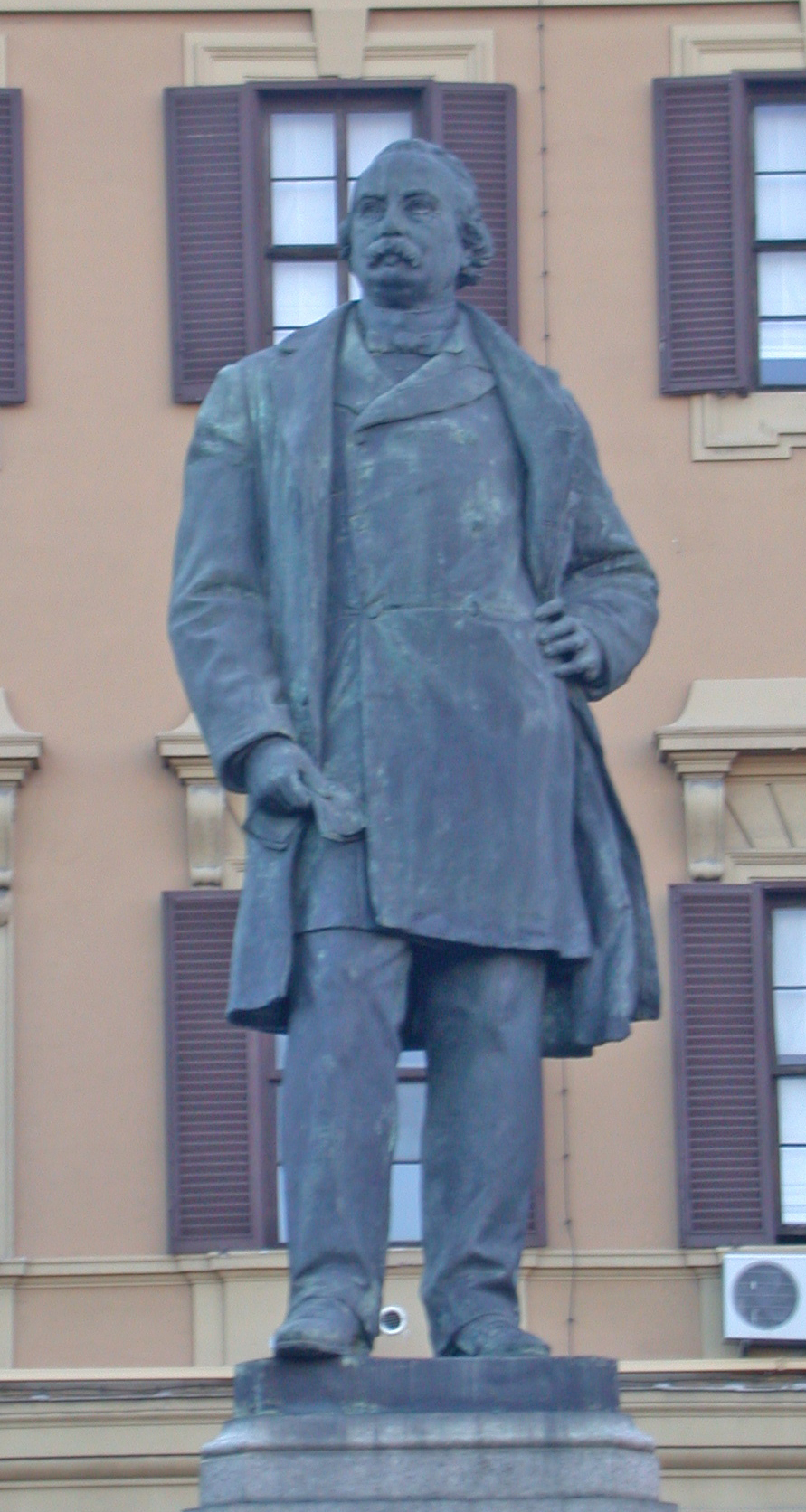
Silvio Spaventa
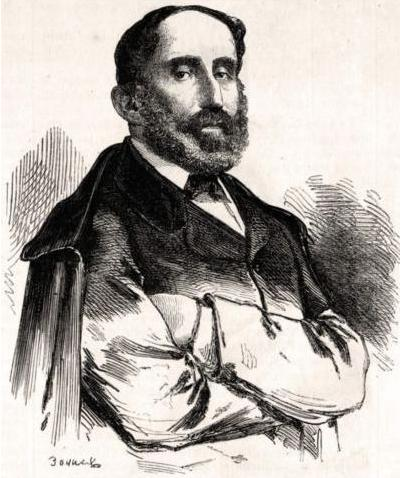
Giorgio Pallavicino
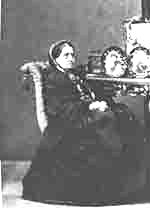
Adelaide Cairoli

## Form
Der zweite Teil ist „militärtechnisch“ ganz anders gebaut als der erste. Während der Leser im ersten Teil die Niederlage Garibaldis in Rom hautnah-minutiös erlebt, kommt im zweiten Teil kaum Schlachtengetümmel vor. Die Schlacht von Calatafimi sowie die am Volturno werden gleich ganz weggelassen – das heißt, über die beiden heroischen Garibaldi-Siege wird lediglich ein klein wenig nebenher geredet.
Manchmal greift Ricarda Huch vor. Zum Beispiel steht zu Adelaide Cairoli, der Mutter von fünf Söhnen, geschrieben, drei ihrer Söhne würden künftig noch während der Gefechte Garibaldis fallen.

## Rezeption
- Baum schreibt, neben den Süddeutschen Monatsheften hätten auch noch andere Zeitschriften das Manuskript des zweiten Teils zurückgeschickt.[42] Immerhin hatte Ricarda Huch drei Jahre lang daran gearbeitet.[43]
- Dank Ricarda Huchs Interesse für Italien seien die umfangreichen Quellenstudien zum vorliegenden Text möglich geworden.[44]
- Garibaldi werde nicht als „martialischer Abenteurer“[45] gezeichnet. Adler vermutet weitere Gründe, weshalb Teil 3 nicht geschrieben wurde. Ricarda Huch habe unter anderen nicht über das Thema Garibaldi und die Pariser Kommune schreiben wollen.[46]
- Adler zitiert den Germanisten Leonello Vincenti[47]: Ricarda Huchs Wahl des Symbols Rom zeuge „von einer tiefen Einsicht in das Wesen der italienischen Geschichte“[48]. Der selbstlose Garibaldi will Italien befreien. In dem Kampf gibt es nur Freund und Feind; also keinen Beobachter.[49] Der Huchsche Garibaldi sei als Ideal gedacht; also weitgehend frei von Schwächen.[50] Mit der Familie Brunetti habe die Autorin „die unverbildeten Kräfte des Volkes“[51] an der Seite des volksverbundenen Garibaldi exemplarisch geschildert. Die „Poetisierung des Historischen“[52] vollziehe sich bei Ricarda Huch als politische Standortbestimmung.[53] In den entsprechenden Massenszenen werde das Individuum genau fixiert.[54] Adler bewundert Ricarda Huchs „ausgeprägtes Geschichtsbewußtsein“. „Landschaft und Kultur“ verschränke sich in der poetischen Darstellung.[55] Dabei stelle die Autorin ihre poetischen Überhöhungen bei allem patriotischen Pathos[56] in den Dienst der künstlerischen Verdeutlichung jüngerer Geschichte.[57] Als Mittel jener Poetisierung beobachtet Adler die Allegorie, das Symbol und die Metaphorik.[58]
- Zu der nachprüfbaren Faktenfülle bemerkt Sprengel, nur der Teil 1 sei noch mit Roman untertitelt gewesen. Zudem werde mit dem streckenweise hymnischen Ton die Vita des Titelhelden verklärt.[59]

## Buchausgaben
Erstausgabe
- Ricarda Huch: Die Geschichten von Garibaldi. Deutsche Verlags-Anstalt Stuttgart und Leipzig.
  - Band 1: Die Verteidigung Roms. 1906. 375 Seiten.
  - Band 2: Der Kampf um Rom. 1907. 371 Seiten.

Andere Ausgaben
- Ricarda Huch: Die Verteidigung Roms. Der Geschichten von Garibaldi erster Teil. Insel, Leipzig 1921. 7.–9. Tausend. 380 Seiten. Erste Ausgabe im Insel-Verlag
- Ricarda Huch: Der Kampf um Rom. Die Verteidigung Roms. Der Geschichten von Garibaldi erster und zweiter Teil. 2 Bde. Insel-Verlag, Leipzig 1925. 379 und 373 Seiten
- Ricarda Huch: Garibaldi. 564 Seiten. Im Insel Verlag 1960, Sonderausgabe Nr. 67 der Reihe Die Bücher der Neunzehn. 18. bis 49. Tausend
- Ricarda Huch: Die Geschichten von Garibaldi. Mit einem Nachwort von Günter Adler. 683 Seiten. Insel-Verlag, Leipzig 1986, © 1921 Insel-Verlag Leipzig, ISBN 3-7351-0006-6 (verwendete Ausgabe)[60]